# バート・エントバッハ

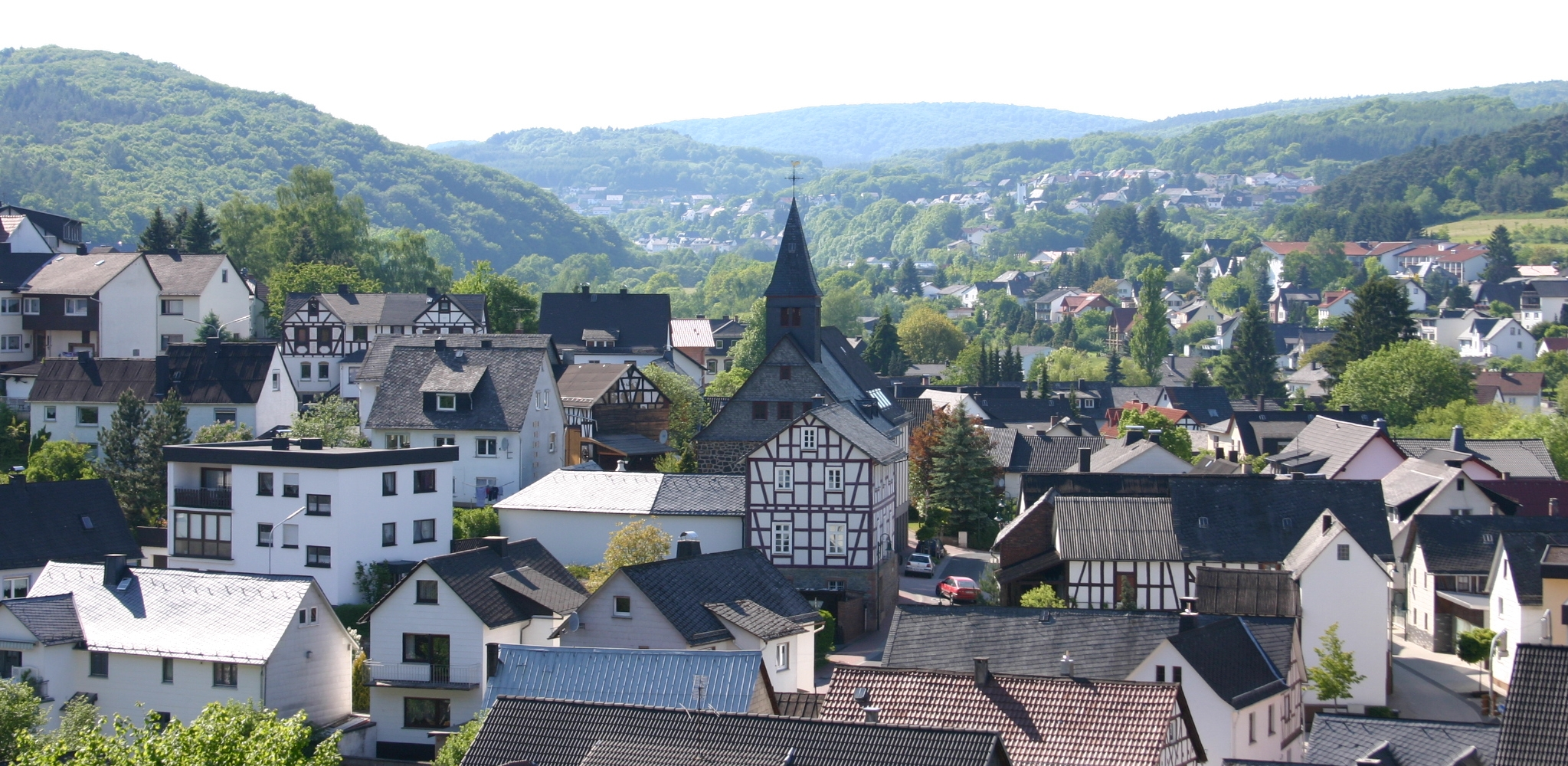
バート・エントバッハのパノラマ

バート・エントバッハ (ドイツ語: Bad Endbach) は、ドイツ連邦共和国ヘッセン州マールブルク＝ビーデンコプフ郡の町村（以下、本項では便宜上「町」と記述する）である。この町はディレンブルクの東 15 km、マールブルクの西 20 km のヘッセン・ヒンターラントと呼ばれる地方に位置する。クナイプ式水浴で知られるこの温泉町はラーン＝ディル＝ベルクラント自然公園のグラーデンバッハ山地中央に位置する。この地域は、森に覆われた丘陵地で、西の緩やかに波打つボッテンホルン高地、東のザルツベーデ川上流に向かって開けた谷が特徴である。ザルツベーデ川の谷はエントバッヒャー・プラッテを含むツォルブーヒェの山並みを越えて南に向かう。
バート・エントバッハには広大な森があり、町域の 1/3 (32.5 %) が森林で覆われている。
比較的早く（6- 8 世紀）に成立した定住地を、中世盛期の後半には重要な交易路・官用道路が通っていた。すなわち当時極めて重要な街道であったライプツィヒ＝ケルン遠距離交易路（ブラバント街道）とヴェストファーレンヴェクである。ザルトベーデ川上流の谷では「Owergerichtsweg」と呼ばれるマールブルク＝ヘルボルン/ディレンブルク官用街道は、19世紀後半まで利用されていた。
この地域では「ブランケンシュタイナー・オーバーゲリヒト」訛りが加わったヒンターラント方言の低地ドイツ語が話されていたが、次第に衰退しつつある。

## 地理

### 位置
バート・エントバッハは、マールブルクの西 20 km、ディレンブルクの東 15 km、ヴェッツラーの北 21 km（いずれも直線距離）に位置する。これは変化に富んだ中低山地であるグラーデンバッハ山地の、いくつかの異なった自然環境空間の継ぎ目にあたる。この町はラーン＝ディル＝ベルクラント自然公園に参加している。この地域の多くは、ライン・シーファー山地の南東斜面で、西ヘッセン盆地の斑砂統地域への移行部によって占められている。
町域北部の一部はボッテンホルン高地（海抜 500 m）の南斜面にあたる。この高地は地質学上、かつてははるかに高い孤立峰だった第三紀のアンゲルブルク山塊が地質学的な時代の進行とともに、最大海抜 609 m の現在の状態の高地に削り均されたものである。ハルテンロートやエントバッハといった中心的集落が位置するザルツボーデ川の上流南側はヘーエンツークと呼ばれる歴史的なツォルブーヒェの交差点につながっている。南の町域沿いのピークが約 500 m までの山並みの中にギュンターロート地区が位置する。
ボッテンホルン高地は多くの川の水源地であり、分水界となっている。ここには数多くの小川が湧出するほか、やや大きな川も湧出している。西から時計回りに列記する: シェルデ川、ガンスバッハ川、ペルフ川、ダウトフェ川、アルナ川、ザルツベーデ川、ジークバッハ川。これらは山頂や谷とともに、このなだらかな山並みをいくつかの居住空間に分けている。町内のどこであろうと自然は集落のすぐ近くにあり、いくつかの居住地を取り囲んでいる。町域南東部のヴォンメルスハウゼン＝ヒュッテとヴァイデンハウゼンとの間にあるヒメーリヒ山 (357 m) は、ザルツベーデの谷の真ん中に閂のように横たわっている。ザルツベーデ川はシュリーアバッハ地区に湧出し、ハルテンロート、エントバッハ地区およびヒュッテ集落を流れる。

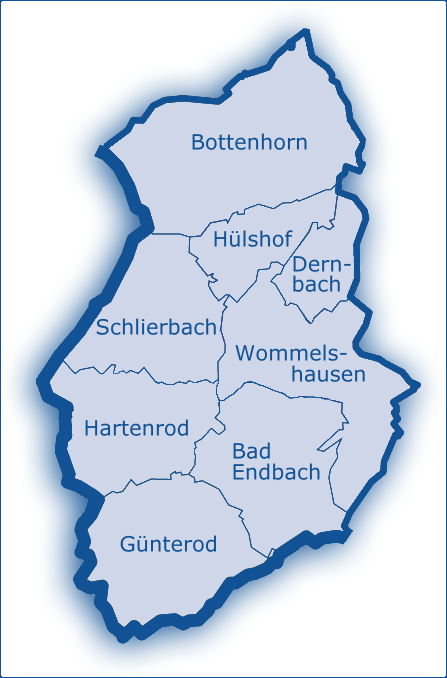
バート・エントバッハ町内の地区分布

### 各地区の高度
町域内は高度差が大きく、280 m から 564 m にまで分布する。ヒュルスホーフは 495 m、ボッテンホルンは 485 m、デルンバッハは 470 m である（この 3 地区はボッテンホルン高地）。ギュンテロート 410 m（ツォルブーヒェ丘陵）、シュリアーバッハは 370 m、ヴォンメルスハウゼンは 350 m、ハルテンロートは 335 m、エントバッハ 300 m、ヒュッテは 285 m である。

### 山
町内にある高い山は、西から時計回りに、ヒルシュホール 502.4 m、シュタイガー 542.8 m、ヴュルゲロー 563.9 m（町域内の最高峰）、シンデベルク 553.2 m、フライエ＝ベルク 528.1 m、エーバースベルク 507.8 m である。ザルツベーデの南ではエントバッヒャー・プラッテ 467.1 m、その西の無名のピーク 487.7 m、メル＝ベルク 472.1 m、キッセル＝ベルク 439.1 m、シェーンシャイト 490.2 m、その北東に 250 m 離れた位置にある無名のピーク 498.0 m がある。

### 鉱脈と鉱業
この地方、ならびに町域の鉱業は長い伝統を有しており、古代にまで遡ることができる。ケルト人やゲルマン人はこの地方のドレライトの隙間から露出した赤鉄鉱（鉄を 70 % 以上含む）を、武器の製造に利用していた。鉱業は中世の間中を通してごく近年まで行われていた。ここでは沼鉄鉱を加工する製鉄業者 (Waldschmiede) がヴォンメルスハウゼンのヒュッテ集落に製鉄所を造った。この製鉄所が稼働したのは16世紀の初めから後半までの短い期間だけであった。1499年にこの場所は "Schyluckemoller uss der moelen uff der schmytten" と名付けられていた。この鍛冶屋の水車（ヒュットナー・ミューレ）はヴォンメルスハウゼンの製鉄所の先駆けとなった。その原石はヴォンメルスハウゼン、ボッテンホルン、デルンバッハからもたらされた。この製鉄所が閉鎖されると、たとえば1660年にヴォンメルスハウゼンの住民は、製鉄業を維持するために鉄鉱石をロートハイムのビーバー製鉄所に運ばなければならなかった。ボッテンホルンの鉱山は、1668年から1677年までビーデンコプフ近郊のルートヴィヒスヒュッテに多くの鉄鉱石が運ばれた。この時代の記録は、どの地区からどれほどの鉄鉱石がルートヴィヒスヒュッテに安価な値段で運ばれたかを記録している: ボッテンホルン 126 マース、ギュンテロート 102 マース、エントバッハ 100 マース、ハルテンロート 91 マース、シュリーアバッハ 45 マース、ヴォンメルスハウゼン 85 マース。鉄鉱石の輸送には牛車で1日以上かかった。
1849年のルートヴィヒスヒュッテの混練（高炉充填）の記録はたとえば、デルンバッハから6台の荷車分の鉄鉱石について記述されている。
現在の町域内の鉱山の広がりや重要性を以下に列記する。列記したのはよく知られた主な坑道だけである。残りの中世初期から盛期の数多くの無名な坑道は、その横坑口、坑やボタ山、あるいは地名の語尾に「坑」を意味する -kaute や -griww を遺すだけである。
ギュンテロートには、1775年から銅と鉛を、19世紀には重晶石をも産出した「アム・シェーンシャイト」がある。1977年から1982年までドイツ連邦地球科学・天然資源研究所は「アム・シェーンシャイト」に重晶石、銅、銀のための研究用ボーリングを行った。金属価格下落により拡充はなされなかった。
1674年から1878年までハルテンロートの「グリューナー・バウム」坑では銅や鉛鉱が採掘され、「アイゼンベルク」坑では1775年から1830年まで鉄、銅、ニッケル、亜鉛、マラカイトが採れた。ヘッセンはオーバーゲリヒト・アム・ブランケンシュタイン（オーバーゲリヒトは当時の行政区分）に1733年から5つの新しい鉱山を開発した。このうち2つがハルテンロートに、1つがヴォンメルスハウゼンに設けられた。1783年から「ヤーコプグルーベ」から銅鉱が、1800年から1846年までは「ヒルシュホール」坑と「ホルデ・アイントラハト」から銅鉱と亜鉛鉱が採掘された。この頃ハルテンロートに青銅の鋳造所が設けられた。1828年にはすでに重晶石が見つかっていたが、当初はその採掘は行われなかった。1884年からやっと「ビスマルク」坑で重晶石と銅が採掘されるようになった。この坑道は1957年まで採掘されていた。附属の晶石粉砕工場は、隣接するヴァレンフェルス（現在はジークバッハ町内）にある「コッペ」坑から産出した晶石も使っていた。ハルテンロートの重晶石鉱脈は、ドイツで最も重要なものの一つであり、最大180人の雇用者に仕事とパンを与えていた。
ボッテンホルンの「フェアゼーヌング」坑では1845年に鉄、銅、ニッケルの採掘が始まった。「クロイツベルク」では1845年から赤鉄鉱が産出され、1870年から重晶石鉱脈が見つかった。1956年に「バーバラ」坑がさらに設けられた。
デルンバッハでは、たとえばかつてのデルンバッハ / ヴォンメルスハウゼンの教会にあるヒンターミューレの高台「ルーレ・マルク」の坑道が示すように、鉄鉱石採掘は中世にまで遡る。この坑道では19世紀後半まで採掘が続けられた。1930年代にここで再び採掘が行えないか試掘が行われた。「エリーザベト」坑は19世紀半ばに鉄鉱石と重晶石の採掘を始めた。1920年代にデルンバッハの北に立て坑が掘られ、やはり晶石が採掘された。
ヴォンメルスハウゼンにも、かつてのヴォンメルスホイザー＝ヒュッテのように中世にまで遡る鉱山があったことが分かっている。多くの地名の語尾に -griww（坑）が付くことがそれを示している。赤鉄鉱は現在でも多くの坑道跡で見ることができる。1654年から赤鉄鉱採掘は再び盛んになる。1733年にヘッセン方伯は新たな坑道を設けた。かつての坑道の多くは口伝えにその存在が伝えられている。名前が知られているのは「ラインボルン」坑だけである。ヒュッテ地区では、沼の近くにニッケル坑が短期間だけ設けられていた。
ここまで述べてきた坑道はいずれも、経済的理由により現在では採掘は行われていない。

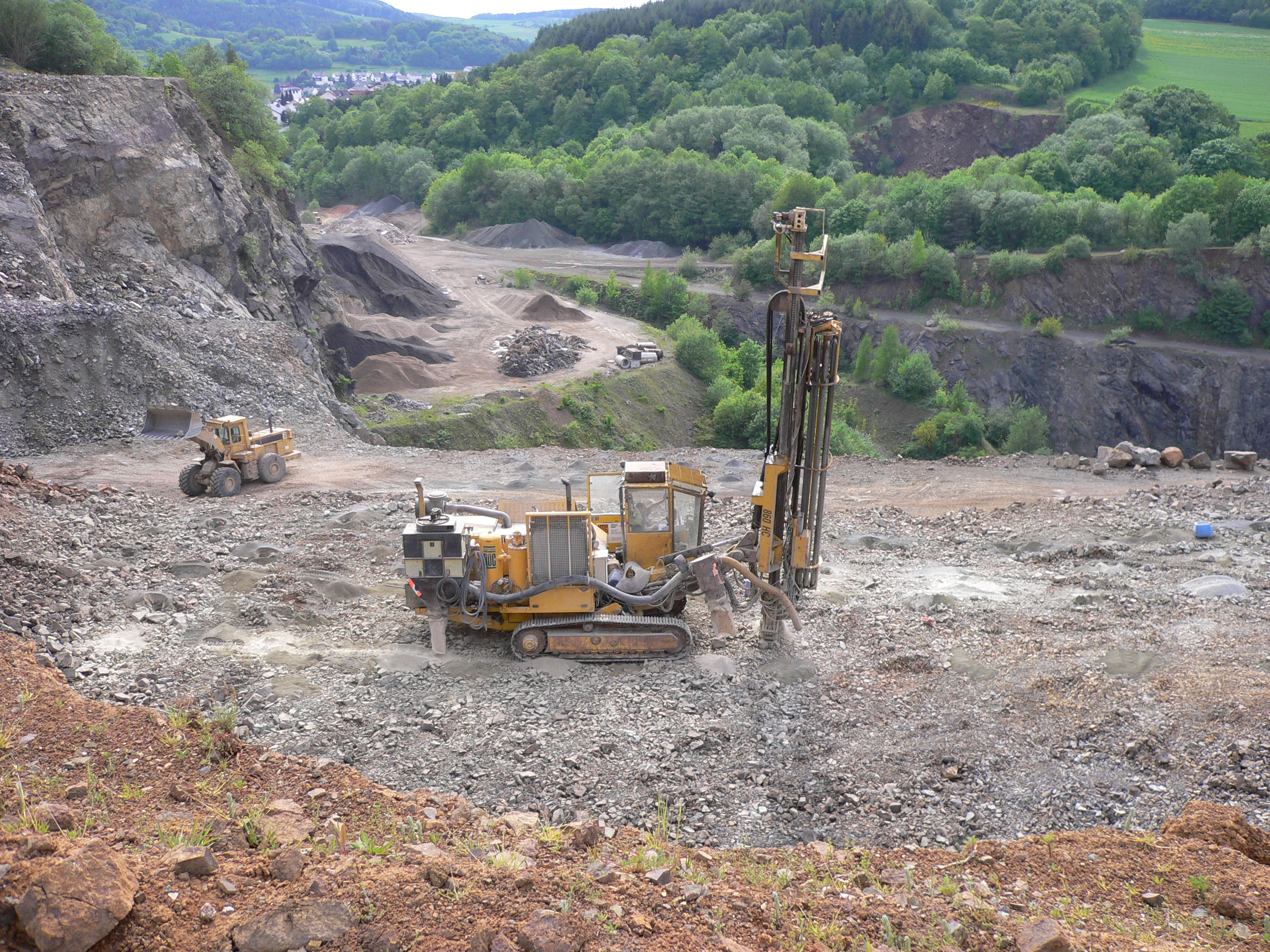
ドレライトの採石場

### ドレライト
採石場でのドレライト（特にピクトライトの変種）の採掘は19世紀末からこの町のもう一つの生活の糧となった。このドレライトの変種は「ヒンターレンダー・グリューンシュタイン」（ヒンターラントの緑石）と名付けられている。この岩石は、主にカンラン石と普通輝石からなっている。ギュンターロート、シュリーアバッハ、ヴォンメルスハウゼンのかつての中小規模の採石場では現在も露頭やボタ山が見られる。デルンバッハ、ボッテンホルン、ヴォンメルスハウゼンの大規模採石場では、その風景に深い瘢痕を遺し、部分的には風景を大きく変えてしまった。
1902年に設けられた大規模採石場「ハーンコプフ」は現在も採石が続けられている。この採石場は2つの地区にまたがっている。採石フィールドはヴォンメルスハウゼン地区、破砕機のある管理棟やコンクリートミキサー施設があるハルテンロート地区である。両地区の境界となる小川ヒュルスバッハ川がこの2つの部分を分けている。採石フィールドの古い部分は廃棄物、石屑、ボタ山で一杯になっている。

### 鉱泉
ラーン＝ディル地域、すなわちバート・エントバッハ周辺地域は、地理上、地殻の脆弱なヨーロッパ・リフトに位置する。このリフトは、ローヌ川河口からベルフォート山峡やオーバーライン地溝、西ヘッセン盆地、北ドイツ（リューネブルク、ゴルレーベン）、北海を通り、ノルウェイ前の油田群まで伸びている。また、第2の分岐がライン川沿いにその河口まで伸びている。ドイツやオランダではこのリフトに沿って天然ガスや石油が産出する。ほぼすべての重要な鉱泉もここにある。
ザルツベーデ川上流の谷は、明らかに新しい時代の褶曲や断層を示しており、温泉や鉱泉に利用されている。100 m 深くなるごとに 3 ℃ごと高くなる温度勾配に基づくと、平均気温 7 ℃のエントバッハ中央の地下 1000 m の温度は 37 ℃であると期待される。南からヴィースバーデン、ゼルタース、ノイゼルタース/ビスキルヒェン、レーンベルクを通って北に向かって地中深くを含塩素水が流れている。どこでこの流れが終わっているかは分かっていない。
町内で湧出し、その上流域にこの町が位置しているザルツベーデ川はハルテンロート北のザルツヴィーゼンに水源を持つ。

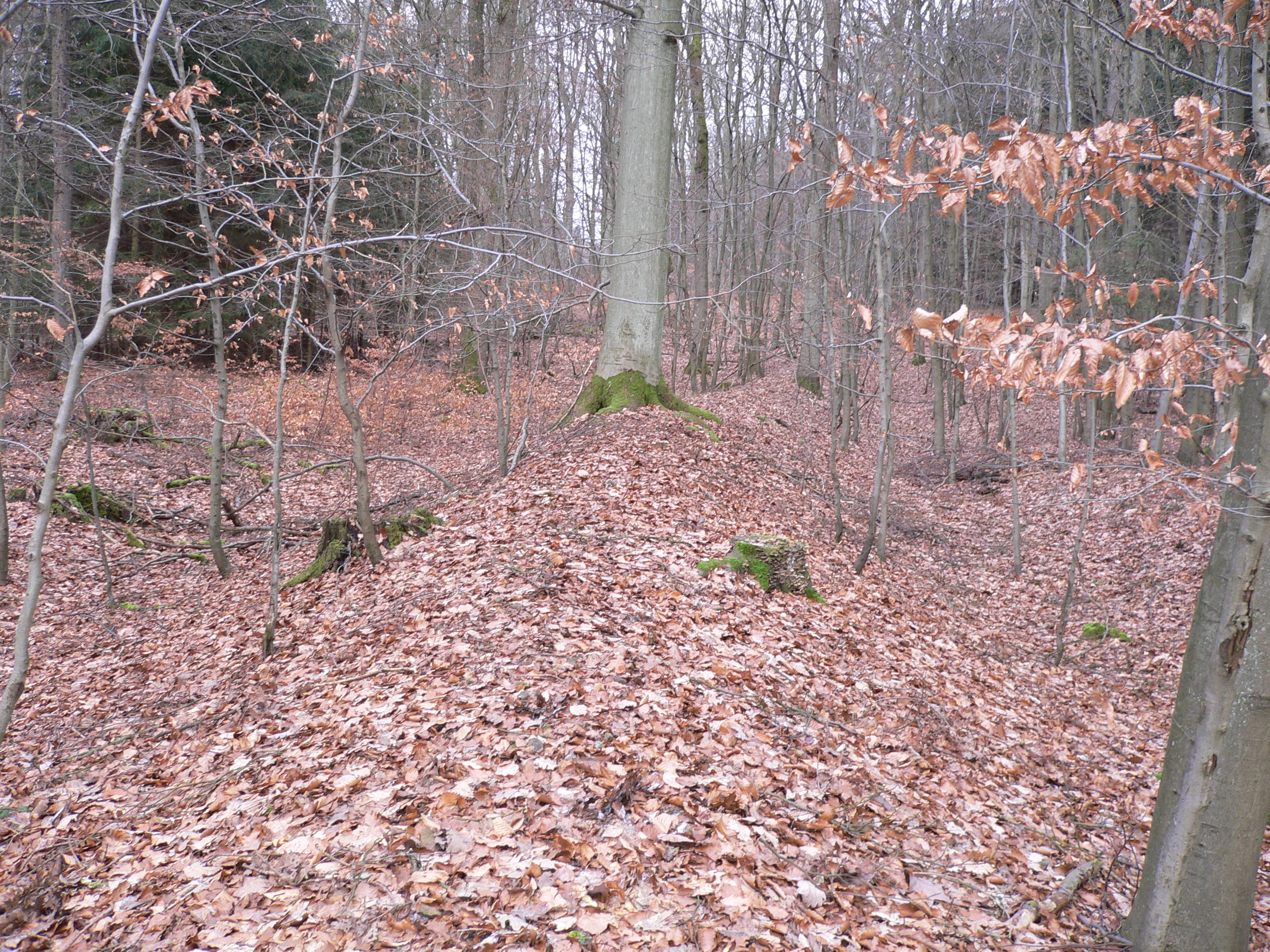
バート・エントバッハ＝ヴォンメルスハウゼン（左）とグラーデンバッハ＝レーマースハウゼンとの間の町境に位置する内防塁跡

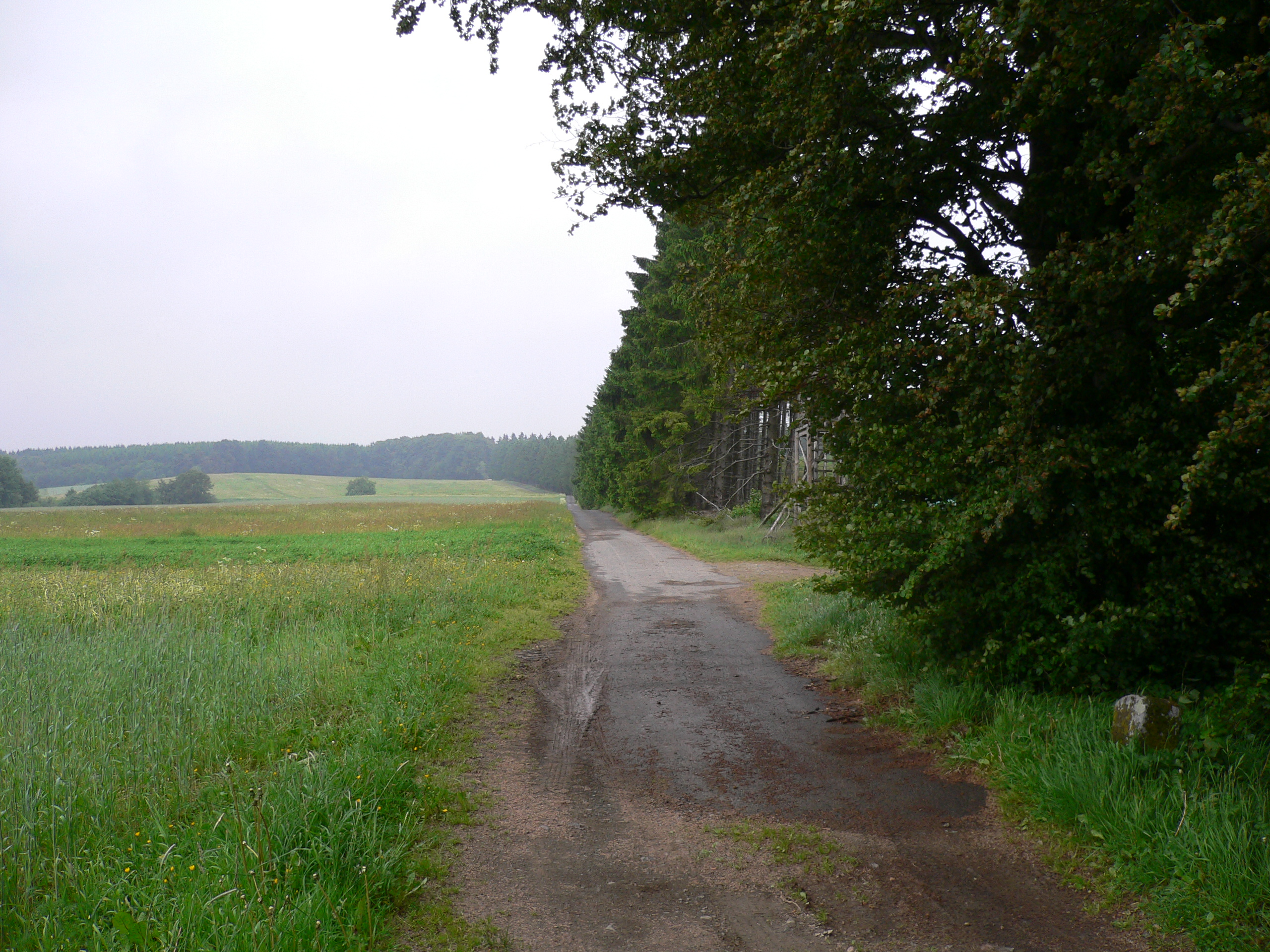
西の町境。1352年からはヘッセン方伯領（右）とナッサウ公領（左）との国境、現在まではジークバッハ＝ヴァレンフェルスとバート・エントバッハ＝シュリーアバッハ（右）との町境（郡境でもある）。画面右手に古い境界石がある。

### 町域の境界
町域の広がりは、事実上ラントヘーゲン（防塁）によって定められている。これは、700 年前から約 650 年前にヘッセン方伯によって造られたもので「インナー・ヘーゲ（内防塁）」と「アウサー・ヘーゲ（外防塁）」からなる。この防塁に囲まれた地域の中には現在も集落があるのだが、これはかつてのアムト・ブランケンシュタインの行政機関「オーバーゲリヒト」を起源とする。その意味では、現在の自治体バート・エントバッハは、650 年以上の歴史を有していると言える。バート・エントバッハ町の北東の町境は、ボッテンホルンの東境と完全に一致している。この境界はボッテンホルンとホルツハウゼンとの間の山（ヒュルシュタイン）を越える中世盛期の軍用道路であった。この軍用道路は、ケルン - ライプツィヒ広域通商路から分岐し、北のザックプファイフェ方面に伸びていた。デルンバッハ地区の東境は、ヴォンメルスハウゼンとヴァイデンハウゼンとの境界の南部分まで、1297 - 1307年にヘッセン方伯ハインリヒ1世によって設けられた内防塁と精確に一致する。内防塁は、旧アムト・ブランケンシュタインのオーバーゲリヒトとウンターゲリヒトとの境界であり、同時にハルテンロート教区とグラーデンバッハ教区との境界でもあった。そして現在はグラーデンバッハとバート・エントバッハとの町境となっている。さらには、方言の境界でもあり、民族衣装の境界でもあった。北西、西、南の町境は、1359年から1374年にかけてハインリヒ2世方伯が築いた外防塁に沿っている。この防塁は、北はクロイツベルク（ボッテンホルンとシュタインペルフとの間）から始まり、アール川/ザルツベーデ川分水界を通ってツォルブーヒェ方面へ伸びてる。ギュンテロートは、当時の防塁の外側、ゾルムス伯領に位置していた。ギュンテロートの北と北東の地区境は外防塁のルートに一致する。1354年からデルンバッハ家のものとなったギュンテロートは1443年にヘッセンのアムト・ブランケンシュタイン＝オーバーゲリヒトに組み込まれた。
ギュンテロートが合併した後、その西の町境はハルテンロートやシュリーアバッハの西境とともにヘッセン方伯領とナッサウ公領との境界となった。その後はディル郡とビーデンコプフ郡との境界となった。現在は、マールブルク＝ビーデンコプフ郡とラーン＝ディル郡との郡境となっている。
- 右の写真の境界石。オラニエン＝ナッサウ側 (ON)
- 同じ境界石。ヘッセン＝ダルムシュタット側 (HD)

### 隣接する市町村
バート・エントバッハに隣接する市町村は、北から時計回りに以下の通りである。アンゲルブルク、シュテッフェンベルク、ダウトフェタール、東はグラーデンバッハ（以上、いずれもマールブルク＝ビーデンコプフ郡）、南はビショッフェン、西はジークバッハ（ともにラーン＝ディル郡）と境を接する。

### 町の構成
バート・エントバッハの町は、以下の8つの地区からなる。
| 地区                                                             | 紋章                     | 記述 |
| ---------------------------------------------------------------- | ------------------------ | --- |
| ボッテンホルン (Bottenhorn)                                      | Wappen von Bottenhorn    | この地区は人口約 1,200 人の3番目に大きな地区である。1253年に Bottenhorn として初めて記録されている。地区名の歴史的な変遷は以下の通り: 1253年 Budehorn、1304年 Botinhorne、1324年 Buttinhorn、1491年 Bettehorn、1502年 Bottenhorn。 |
| デルンバッハ (Dernbach)                                          | Wappen von Dernbach      | 地区名の歴史的な変遷は以下の通り: 1363年 Therinbach、1398年 Derenbach、1411年 Dernbach。デルンバッハのノイ＝デルンバッハ城は、1350年から1748年まで同名の貴族「フォン・ウント・ツー・デルンバッハ家」の本拠地であった。 |
| エントバッハ (Endbach)                                           | Wappen von Endbach       | この町の首邑で、人口 2,309人の2番目に大きな地区であり、エンデバッハ川がザルツベーデ川に合流する河口に面している。地区名の歴史的な変遷は以下の通り: 1261年 Endebach、1577年 Ennebach。 |
| ギュンテロート (Günterod)                                        | Wappen von Günterod      | 地区名の歴史的な変遷は以下の通り: 1294年 Gunterode、1343/47年 Günterrode、1416年 Günterade、1479年 Gonterodde、1502年 Gunteroide、1564年 Günterode。 |
| ハルテンロート (Hartenrod)                                       | Wappen von Hartenrod     | 人口 2,366人（2006年現在）の最大地区である。ハルテンロートは1311年に初めて文献に記録されている。地区名の歴史的な変遷は以下の通り: 1311年 Harprehtzrode、1364年 Harterode、1380年 Harprachterode、1397年 Hartenrade、15世紀 Hirtprachterode、1466年 Hartenrode、1502年 Harteroide、1630年 Hartenroda。 |
| ヒュルスホーフ (Hülshoff)                                        | Wappen von Hülshof       | 約 20 人が 5 戸に居住するこの町の最小地区である。1284年に初めて文献に記録されている。地区名の歴史的な変遷は以下の通り: 1284年 Hulsbahc、1304年 Halespecher marca、1304年 Hulisbach、1344年 Hultzpach、1354年 Hulzbach、1397年 Holspach、1630年 Hulß Hoff. ヒュルスホーフは、1463年まではアルテンベルク修道院の所領に属した。 |
| シュリーアバッハ (Schlierbach)                                   | Wappen von Schlierbach   | 人口約 430 人。1318年に Slirbach (Slir-Lehm) として文献に初めて記録されている。バッハ川が地区内を流れている。地区名の歴史的な変遷は以下の通り: 1318年 Slirbach、1359年 Sclirbach、1448年 Slierbach、1630 Schlirbach。 |
| ヴォンメルスハウゼン (Wommelshausen) および ヒュッテ集落 (Hütte) | Wappen von Wommelshausen | 人口約 900 人。1336年8月10日に初めて文献に記録されている。地区名の歴史的な変遷は以下の通り: 1336年 Womoldishusin superior et inferior (Ober- および Nieder-Wommelshausenの2つの村落であった)、1340年 Syvret von Womulshusen (Schöffe)、年代不詳 Wommeldishoffen、1400年 Waneboltshusen、1500年 Womelshusenn、1536年 Wumolzhusen、1707年 Womelshausen。この村は最初の文献記録よりも古く、1268年にはこの地区内の中央にロマネスク様式の礼拝堂（マリア礼拝堂）があった。つまり、この頃までには既に村落が成立していたはずである。 ヒュッテ集落もヴォンメルスハウゼン地区に含まれる。この集落はかつては専らヴォンメルスハウゼン地区にあったのだが、現在はその 80 % 近くがエントバッハ地区にまで広がっている。この集落は衰退したウンターヴォンメルスハウゼン（またはニーダーヴォンメルスハウゼン）とは異なっている。この集落は中世後期の精錬所 / 金属加工所（1496年に記録されている）に由来する。歴史的な記述は、1570年 uf der Hutten、1703年 Die Hütte。 |

### 気候

#### 概論
バート・エントバッハ地域は、大局的には、南西ドイツ、北西ドイツおよびドイツ中西部の気候の境界地域に位置する。このうち、北西ドイツの海洋性気候がやや優勢である。より細かい気候上の地域で言えば、バート・エントバッハは明らかにヴェスターヴァルト気候に属し、平均年間 890 mm 近い豊富な降水量（長期平均降水量）を特徴とする。町域は降水量の多い地域に数えられる。降水の多くは 6月 / 7月および 11月 / 12月に降る。
降雪は年間 40 日から 50 日ある。積雪は約 60 日、ヒュルスホーフやボッテンホルンでは 90 日近くになる年もある。ハルテンロートには、リフトや照明施設を備えたスキー場 (Skihang) がある。ボッテンホルン高地では、毎年冬になると難易度の高いロイペ（スキー長距離競技用のシュプール）が刻まれる。
穏やかな冬と暑い夏が特徴である。中核部付近に位置するエントバッハ、ハルテンロート、シュリーアバッハ、ヒュッテを含むヴォンメルスハウゼンの気候データは以下の通りである。1月の平均気温は約 -1.2 ℃で、寒気の強さによって +3.6 ℃から -8.0 ℃の間で変動する。4月の平均気温は 6.1 ℃、7月のそれは 15.0 ℃である。年間平均気温は 7.0 ℃である。ギュンテロート、デルンバッハ、ヒュルスホーフ、ボッテンホルンのデータは、これらとは異なっている。ヒュルスホーフやボッテンホルンでは、高度の低い地区に比べて果実や穀物の生育が約 10 日から 14 日遅い。
ギュンテロート、ヴォンメルスハウゼン、ヒュルスホーフ、デルンバッハ、ボッテンホルンといった高地の集落では、ザルツベーデの谷に位置する集落とは異なり、負担となるような蒸し暑さや視界を遮る霧とは無縁である。一方、東からの冬の寒気は避けようなくこの地域を直撃するが、その出口は常にあり、ここに停滞することはない。

#### 天災
2006年9月17日の晩、バート・エントバッハに豪雨が降った。わずか数時間に 100 mm を超える雨が降り、ザルツベーデ川とエンデバッハ川の水位が堤防を越えた。堤防近くの家では数分のうちに地下倉庫に水が充満した。この豪雨は町の歴史上おそらく最も甚大な被害をもたらした天災であった。バート・エントバッハのクアパーク周辺の被害が最も大きかった。水はヘルボルナー通り下の排水溝に入るところで堰き止められた。数分でその水位は 1.6 m にまで上昇した。大量の水はクアハウスや民家の1階の窓の安全ガラスを破壊し、文書館やレストランを壊滅状態にした。
2007年1月18日から19日にかけての嵐「キリル」も、数多くの針葉樹林、特にボッテンホルン高地の私有林および町有林を根こそぎに打ち倒し、壊滅させた。また、ブナの森も、たとえばデルンバッハの運動場東側の州有林なども甚大な被害を受けた。

## 歴史

### 先史時代、古代
バート・エントバッハの先史時代は、人の活動を示す古い痕跡から推測されている。現在分かっている、ザルツベーデ川の谷における文明の萌芽は石器時代にまで遡る。ハルテンロート地区では、1920年以降、独特の加工が施された新石器時代の燧石が見つかっている。これは、もしかすると武器（戦棍、手斧、石刀、槍の穂先）や農耕用具として使われていたものかもしれない。この地区の別の場所でも狩りや農耕の道具が見つかっており、なかには 2 kg の重さがある犂として使われたと推測される道具もある。
ヴォンメルスハウゼン地区では、Äwwelt の農園から新石器時代の約 9 cm の長さの台形の斧が発見された。また、Gewenn での掘削工事では、戦斧の一種であるラブリュスの半分が発掘された。この紀元前3世紀初め（漏斗状ビーカー文化、墳丘墓、巨石墓）のラブリュスは溝で装飾された戦斧の最も南の出土品であり、ヘッセン唯一の出土例である。エントバッハ地区では、1952年にハルテンロートへ向かう通り沿いでラ・テーヌ文化時代の器が収められた穴が掘り出された。ギュンテロートでの水道施設工事のための掘削作業によって新石器時代（紀元前 5300年から 3000年）のものと思われるヒスイ輝石の戦斧が発見された。この戦斧は、この地域では極めて珍しいものであり、当時は権力と霊性のシンボルであった。この素材はヨーロッパでは2箇所でしか産出しない。何百 km も離れた西アルプスのモンテ・ヴィーゾとモンテ・ベイグワである。
しかしこうした数少ない出土品は、必ずしも古い入植地と結びつくものではない。ザルツベーデ川上流の谷は、その位置や地形から、住みやすいところではなかった。南向きの地形、森や水の豊かさ、陽当たりの良い周辺地域を有する北から南に走る横谷が、冷たく湿った西風や乾燥した東風からこの土地を護り、居住地を提供していた。ヒュルスホーフやボッテンホルン近辺の高地は居住地として理想的な地形を呈していた。先史時代や古代の入植地に関する具体的な証拠は現在まで見つかっていない。
紀元前500年頃、ロタール山地とラーン＝ディル地域は、ギーセン/マールブルク地域（デュンスベルク）からのケルト人入植者によって占領された。ここで開発された実用品質の鉱床（鉄と銅）が刺激となった。これにより、ハルシュタット時代後期に最初の確実な居住地が成立した。数多くの集落、川、山の名前がその起源をこの時代にまで遡り、たとえば -lar（ヴェッツラー）、-phe（ラスフェ）、-a（ライザ、アイファ）や、「山」を意味する -merich が語尾に付く。
キリスト生誕前後の数十年間に北東や北からエルベゲルマン族（スエビ族？）がミッテルヘッセンに侵入し、ここに住み着いた。同じ頃に、ローマ人がライン地方からエルベ地方にまで覇権を拡大した。これにより古い交易路がミッテルヘッセン地域にも通り、たとえばニーダーヴァイマルやドラー近郊に軍事施設が建設され、ヴァルトギルメス付近に都市が建設され始めたことが最新の出土品で裏付けられている。軍事施設は紀元後9年以後、おそらくトイトブルク森の戦いでゲルマン人によってローマ軍が壊滅的な敗北を喫して結果、荒廃した。
民族移動時代まで、どの部族がこの地に定住していたかは正確には分かっていないが、最も可能性が高いのはケルト人とゲルマン人の混血民族であるカッティ族である。民族移動時代でもこの地域は完全に開放されてはいなかったらしく、住民の多くはその居住地に住み続け、その言語上の継続性も護られた。
ヒンターラントは、6世紀からのフランク人による領土獲得の時代に新たに造られた定住地ではなく、王、ガウの伯、修道院、フランク人貴族によって入植がなされただけであった。こうしてフランク王国のセント（十分の一税）管区の境界やガウの境界が確定し、教会組織もこうした単位にしたがって布教を行った。7世紀初めからアイルランド＝スコットランド系修道士の最初の拠点となり、これによりミッテルヘッセン地域の教会が設立された（たとえばアメーネブルク、ビューラベルク、ヴェッター、ショッテン、リヒ近郊のハウゼン、ヴェッツラー近郊のナウンハイム）。聖ボニファティウスはアイルランド＝スコットランド人組織を背景に布教を行い、ローマを模範にその改革を行った。このローマ教会組織の区分や境界は現在も一部遺っている。また、ところどころで再構築されてもいる。

### 中世
ザルツベーデ川上流域の多くの集落は、8世紀には既に存在していた。ヒンターラント南部の、ラーヒェンハウゼン、ルンツハウゼン、レーマースハウゼン、エルツハウゼン、ヴァイデンハウゼンといった語尾に -hausen が付く集落は、650年から950年までのフランク人の入植時代に建設された集落である。エントバッハ、シュリーアバッハ、ヒュルスホーフ（かつてはヒュルスバッハと称した）は同じ頃に建設されたのだが、アイゼムロート、ギュンテロート、ハルテンロートは、900年代末の発展期に開墾入植地として建設された。この町でおそらく最も古い入植地はボッテンホルンだが、デルンバッハは1350年に城塞とともに入植地として記録されている。中世初期の入植地は、孤立農場、農場群、小集落形式の散村から開放的で緩やかな結びつきの開拓村として建設された。
入植地は、修道院や教会への寄進、レーエンや裁判権の授受といった関連する法行為がなされた場合やその住民が立会人や伝達使となった場合に名を挙げて記録されるだけであった。文献は、こうした法行為の偶々遺された証拠と言うに過ぎない。ザルツヴェーデ谷上流のすべての集落は13世紀から14世紀の史料に記録されている。
この地域は、7世紀には既に「ラーンガウ」としてフランケン国家連合に組み込まれていた。1200年頃、ザルツベーデ谷上流域はルーヒェスロー伯領（首邑はオーバーヴァイマルの南東にあった）に属していた。この伯領の領主はグライベルク城を本拠とするメーレンベルク家であった。ヘッセン方伯は1325年にメーレンベルク家から司法権を獲得した。
現在のバート・エントバッハおよびそれに隣接する地域をその管区とするアムト・ブランケンシュタインのオーバーゲリヒトには、ヴォルムス司教およびヴァイルブルクのヴァルプルギス帝国修道院が広大な所領（代官権および司法権）を有しており、ナッサウ伯がヴォルムス聖堂参事会の代官として管理・運営を行っていた。一方、テューリンゲン（ヘッセン）方伯は婚姻を通じてギーゾ伯の所領と権利を継承し、帝国からブルクヴァルトからヴェスターヴァルトに至る地域のうち広い部分をレーエンとして授けられた。これにより、方伯はナッサウ伯の上位に位置するレーエン領主となった。後の、マインツ司教によって支援を受けて蜂起した伯家との戦闘はこの時既に用意されていたのであった。100年におよぶデルンバッハのフェーデ（1230年頃 - 1336年）として知られるこの戦いで、ヘッセン方伯は、ヒンターラントのオーバーゲリヒト行政管区とウンターゲリヒト行政管区とを最終的にヘッセンの所領とすることに成功した。
その後ヘッセンに属す地域は、侵入不可能な両側に堀を持つ土塁上の林のパトロール道路であるアウサーヘーゲ（1359年 - 1374年に建造された）によって西のナッサウ公領から護られることになった。ウンターゲリヒトをオーバーゲリヒトから分離しているインナーヘーゲは1297年から1307年にヘッセンによって建設されていた。2つのヘーゲにはさまれた地域がオーバーゲリヒトとなった。現在バート・エントバッハの西の境界となっているアウサーヘーゲはこれ以後、ヘッセン方伯領とナッサウ公領の国境となり、現在も郡境を形成している。

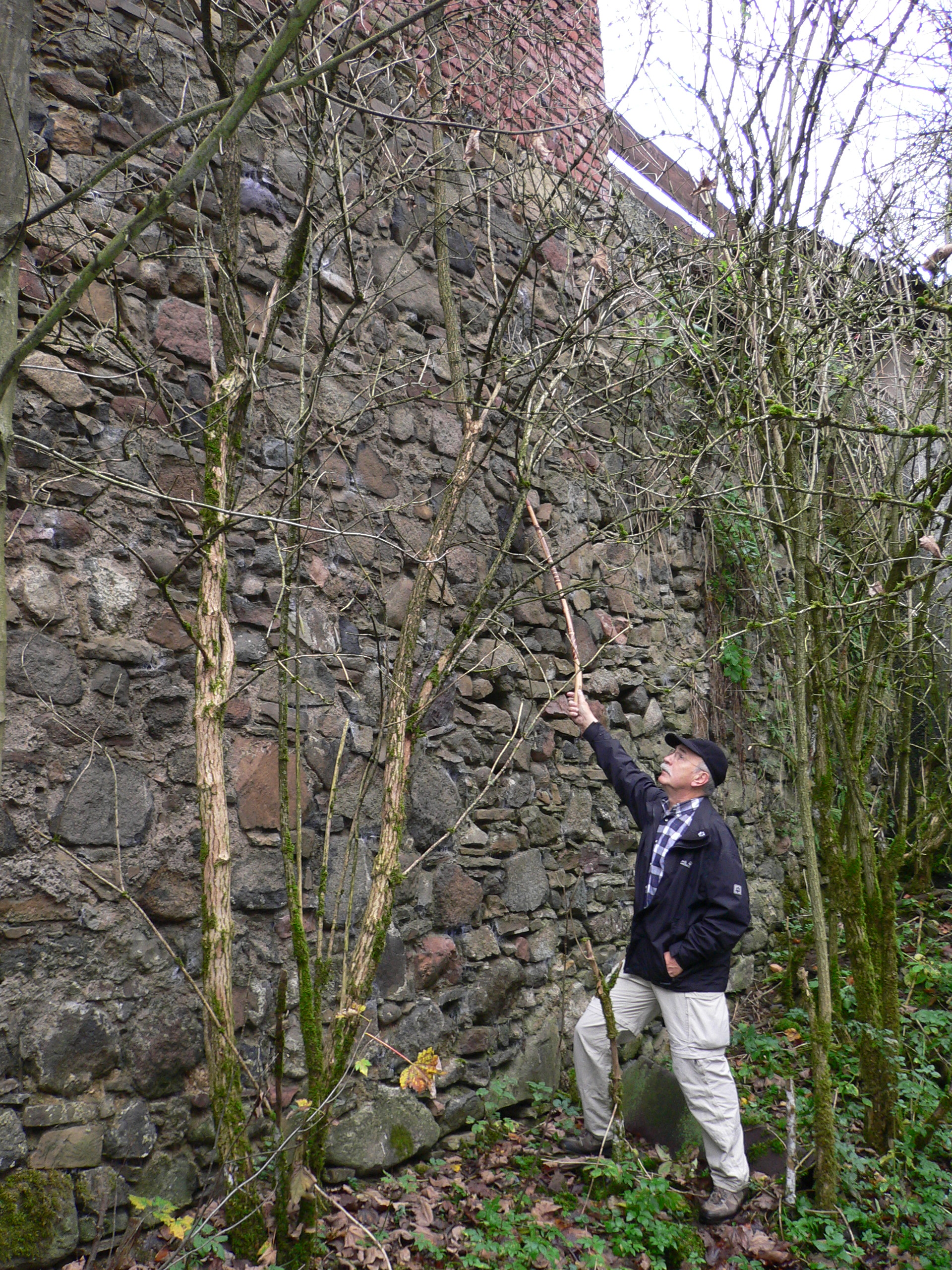
ノイ＝デルンバッハ城の城壁跡

長い戦いの当事者であったデルンバッハ騎士家は、フェーデ終戦後ヘルボルナー・マルクにおける全権利と所領、ヘルボルンゼールバッハの西にあった先祖伝来の居城アルト＝デルンバッハ城を放棄し、ナッサウ公に売却しなければならなかった。デルンバッハ家はビッケン家とヘッセン方伯の支援を受けてデルンバッハにノイ＝デルンバッハ城を建設し、方伯からレーエンを与えられて1350年以前のレーエンを回復した。
現在の自治体としてのバート・エントバッハは、1443年になって公式に管轄下に置かれたギュンテロートを加えた旧アムト・ブランケンシュタインのオーバーゲリヒトと完全に一致する。この地は、1354年からヘッセン方伯のレーエンとしてデルンバッハ家の管理下にあった。この町は、行政単位として650年に及ぶ歴史を有しているのである。6世紀半の間手が加えられることのなかった政治および教会の組織構造は、地域再編や自治体再編によって他の市町村のような改変を受けることなく、今日まで継承されている。

### 教会組織上の帰属
宗教改革以前、この町をトリーア司教区とマインツ司教区との境界が通っていた。1350年以前、エントバッハとギュンテロートはヴェッツラー首席司祭区ディートキルヒェン・アン・デア・ラーン助祭長区に属しており、したがってトリーア司教区に含まれた。すなわち、両地区はゾルムス伯領の一部であった。ハルテンロート教区はグラーデンバッハの本教会であるマインツの聖シュテファン助祭長区に属し、したがってマインツ司教区に含まれた。この境界は、ギュンテロートとハルテンロート、エントバッハとハルテンロート、エントバッハとヴォンメルスハウゼンとの境界を形成していた。
ギュンテロートが併合されたことで、遅くとも1367年からは、現在の町域全体がハルテンロート教区に属すこととなった。最初に名前が知られているハルテンロートの司祭はペーター・フォン・ブーヒェナウである。グラーデンバッハ司祭区の分裂がその数年前に起こっている。おそらくナッサウ公領との境界である西の国境が定められた1352年以降である。これ以後、ハルテンロート教区と行政区分であるアムト・ブランケンシュタインのオーバーゲリヒト管区とは完全に一致することとなった。

### 近世・近代
1567年にヘッセンが、ヘッセン＝カッセル方伯、ヘッセン＝ダルムシュタット方伯、ヘッセン＝ラインフェルス方伯、ヘッセン＝マールブルク方伯の4つの領邦に分割された後、アムト・ブランケンシュタイン（グラーデンバッハ）はヘッセン＝マールブルク方伯領となった。マールブルク方伯家が1604年に断絶した後、その所領のギーセンやヒンターラントを含む南部地域はヘッセン＝ダルムシュタット方伯が継承した。三十年戦争後もギーセンおよびヒンターラントは1886年までヘッセン＝ダルムシュタット方伯領に留まった。さらにグラーデンバッハは1821年に「ヒンターラント郡」の郡庁所在地となったが、その11年後には新たに創設されたビーデンコプフ郡に編入された。
1866年の普墺戦争でヘッセン大公（旧ヘッセン＝ダルムシュタット方伯）はオーストリア側についた。そのためプロイセンが勝利した後ビーデンコプフ郡はプロイセンに併合された。ビーデンコプフ郡とその市町村（現在のバート・エントバッハの町域を含む）は、やはりプロイセンに併合された旧ナッサウ公領やヘッセン選帝侯領（ともにオーストリア側についた）とともに1867年からヘッセン＝ナッサウ州を形成することとなった。この地域の住民達はこれ以後「ムス・プロイセン」（強制されたプロイセン人）と自称した。1932年にビーデンコプフ郡はディル郡と合併して廃止された。しかし住民達の強い抵抗により、1933年10月1日に再び元の郡構成に戻された。「ヒンターラント」の地域概念はこれ以後ビーデンコプフ郡に継承されていった。
ヘッセン＝ナッサウ州は1944年4月1日にナッサウ州とクールヘッセン州とに分割された。バート・エントバッハが属す郡は1945年までナッサウ州の一部であった。
1945年3月28日の昼頃（たとえばヴォンメルスハウゼンでは 13:00 頃）、この町はアメリカ軍第1軍第7機甲師団の前衛部隊によって、戦闘することなく占領された。アメリカ軍は西から、アイゼムロートやビショッフェンを経由してハルテンロートやギュンテロートへ、ヴァレンフェルスを経由してボッテンホルンへ侵攻してきた。この軍勢はレーマーゲンの橋頭堡からヴェスターヴァルトを超えて侵攻してきたのである。この軍勢が来る前日の 11:00 頃にドイツ軍の弾薬補給部隊はヴォンメルスハウゼンおよびヒュルスホーフから撤退していた。燃料不足のために多くの車両が放置された。ドイツ軍は約4時間後にデルンバッハ、ボッテンホルン、ホルツハウゼンの間の森の中でアメリカ軍に投降した。
アメリカ軍入城後、それまでのすべての上位政治組織は解体された。1945年9月19日にアメリカ占領軍政府は「グロース＝ヘッセン」を布告した。ここから現在のヘッセン州が後に成立した。「ヒンターラント郡」はその古い領域を保持していた。1974年7月1日にヘッセン州の地域再編に伴って、それまでのマールブルク郡とビーデンコプフ郡からマールブルク＝ビーデンコプフ郡が新設された。これにより、ヘッセン領主家一門内の政治的都合で325年以上分割されていた歴史的に同じルーツを持つ2つの地域が再統合されたことになる。自然環境上もこの旧両郡は同じ地域に属している。

### 歴史的な街道
遠距離交通路や通過交通から隔絶された現在のこの町の交通状況は、昔のそれとは全く異なっている。中世初期から後期まで、この地域を重要な交易路が通っていた。これらの街道は、おおむね集落から離れた分水界となっている地盤の硬い、乾燥した丘の上の尾根やそれに並行した斜面を通っていた。そのルートは固定されておらず、道がなくなるとそのすぐ隣から数百 m 程度離れた場所に新たな道ができた。
この地域で最も重要な古い街道は東西に通る遠距離通商路で、交易都市であるライプツィヒとケルンとの間を結んでいた。この街道はマールブルク＝オッカースハウゼン方面から、ヴァイマル北部を通り、その後はグラーデンバッハまでおおむね現在の連邦道 B255号線沿いに伸びていた。ラーヒェルスハウゼン集落付近からボッテンホルン高地に上り（ハウス近郊でザックプファイフェやビーデンコプフ方面へ向かう軍事街道が分岐していた）、ヒュルスホーフの近くからアンゲルブルク（山）を抜けていた。ここで、北からニーダー＝アイゼンハウゼンを通って来てアルト＝デルンバッハ（ヘルボルンゼールバッハ近郊）やヘルボルン方面へ向かうホーエン街道と交差した。遠距離通商路ケルン - ライプツィヒ街道は、アンゲルブルクからエッシェンブルク中央部、ディーツヘルツタール、ジーゲンを経由してケルンに達しており、さらに現在のベルギーにあたるブラバント公国にまで伸びていた。そのため「ブラバント街道」とも呼ばれる。方伯は1261年にブランケンシュタイン城の城代である騎士エルンスト・フォン・ロートハイムに対して、この地域の "strada publica"（公道）を保護するよう義務づけた。
ラーン＝ディル分水界、すなわちアール＝ザルツベーデ分水界を通るもう1つの大変に重要な遠距離街道は「ヴェストファーレン街道」と呼ばれていた。この街道はギーセン方面からデュンスベルク（山）を通り、ツォルブーヒェ（山）までは現在の州道 L3047号線にほぼ沿っていた。その後、ギュンテロート近郊、ハルテンロートとシュリーアバッハの西側の斜面の道をアンゲルブルク（山）まで達している。その北側に延びる街道をたどるとパーダーボルンやブレーメンに至る。
谷を通るそれほど重要でない枝道にオーバーゲリヒツヴェクがある。この街道はマールブルクとヘルボルン/ディレンブルク方面とを結ぶ、通商・伝達路であった。この街道は、現在の州道 L3050号線が建設された1865年頃まで、いくつかの集落を通る連絡路として使われていた。オーバーゲリヒツヴェクのルートはグラーデンバッハ/ブランケンシュタイン城から Schloog vier de Lache 付近のインナーヘーゲの関所を通り、ハルテンロートを経由してアウサーヘーゲの関所で二手に分岐する。一方はヘルボルン方面、もう一方はディレンブルクへ至る。方伯の城であるブランケンシュタイン城、デルンバッハ城、ヴァレンフェルス城の城代は、14世紀にヘッセン方伯から街道を保護するよう文書で命じられた。

### ハルテンロート教区

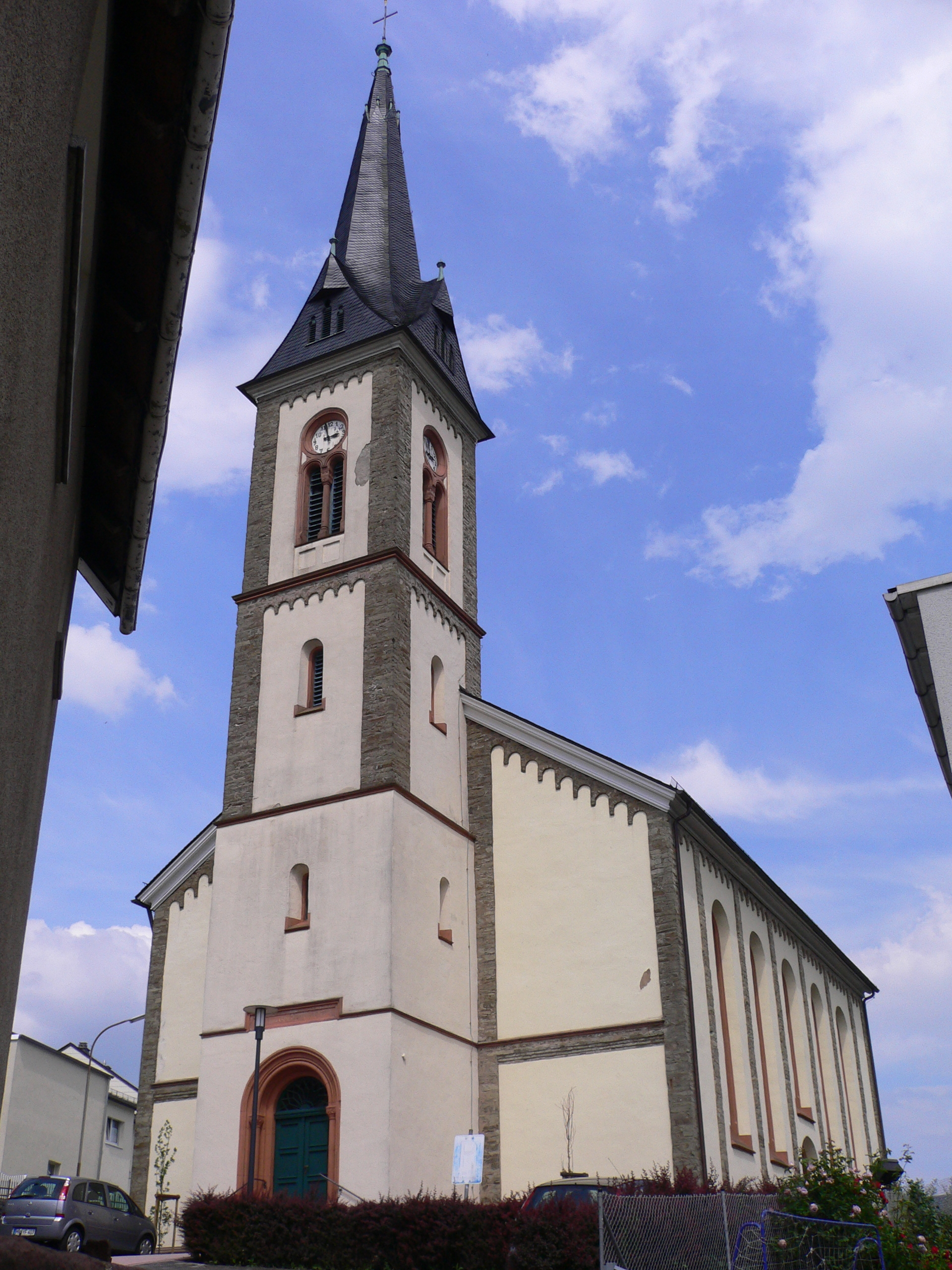
現在のハルテンロートのプロテスタント教会

中世、おそらくデルンバッハ・フェーデ終結後の1333年から1336年頃に広い教区グラーデンバッハ教区が設けられた。戦闘終了後、ヘッセン方伯はこの地域を最終的に獲得した。ヘッセンのアムト・ブランケンシュタインとナッサウ＝ディレンブルク伯領との境界はその後に確定された。この地域は2つの教区からなっていた。一つはアムト・ブランケンシュタインのウンターゲリヒトを管轄する教区で、ザルツベーデ谷上流の旧洗礼教会であるグラーデンバッハの聖マルティン教会を有していた。もう一つは、ハルテンロートの聖母教会を擁するオーバーゲリヒトを管轄する教区であった。後者の初代司祭はペーター・フォン・ブーヒェナウで、1367年にハルテンロートで亡くなった際の記録が遺されている。この教区の守護権はナッサウ伯が有していた。
ハルテンロート教区には旧ボッテンホルン、デルンバッハ、ヒュルスホーフ、ヒュッテ集落を含むヴォンメルスハウゼン、エントバッハ、シュリーアバッハ、それにハルテンロート自身が属していた。ギュンテロート司祭区は、宗教改革までは独立し、ハルテンロートとは分離されていたのだが、1526年にハルテンロート司祭区と併合された。ハルテンロート教区は、宗教改革までマインツ大司教区聖シュテファン助祭長区に属した。かつてはゾルム伯領の一部だったギュンテロートはトリーア大司教区ディートキルヒェン/ラーン助祭長区に属すアルテンキルヒェン司祭区に編入された。
ハルテンロートは何世紀もの間、グラーデンバッハと並んで宗教上の重要性を担っており、当時のオーバーゲリヒトで最も重要な集落であった。
1455年にハルテンロートに新しい教会が建設された。先行する教会堂がなぜ、どのように造られたかは判っていない。新しい教会堂は古い教会堂と同じく聖クリストフォロスに献堂された。1526年に宗教改革がなされた。その2年後にヨハネス・ファーバーが初代の牧師としてハルテンロートに着任した。礼拝への参列者が増加することで、教会は時代とともに徐々に手狭になっていった。手狭であることと老朽化を理由に、この重要な教会堂は1845年に解体された。ハルテンロートの現在の新しいプロテスタント教会は1858年に完成した。この教会は高い西塔を持つ広いホール式教会で、グラーデンバッハ教区監督官区で最も大きな教会堂である。
かつては教区内のすべての死者はハルテンロートの教会に隣接する教会墓地に埋葬された。行政は18世紀末から19世紀初め頃に墓地を整備し、その使用規則を定めた。洗礼前、あるいは堅信前の子供は、それまでは支部教会や礼拝堂の壁の外や軒際に葬られていた。堅信の教育は、かつては堅信を受けるすべての子供を集めてハルテンロートで行われていた。このため、支部集落の子供は、長距離の、特に冬には難儀な道を往来しなければならなかった。
ボッテンホルンは1848年に独立した牧師区となったが、組織上はやはりハルテンロート教区に属した。ヒュルスホーフとデルンバッハは1934年にボッテンホルン牧師区に移管された。ギュンテロートも1929年に独立し、エントバッハとともに牧師区を形成した。これ以後ハルテンロート牧師区に属す集落は、ヒュッテ集落を含むヴォンメルスハウゼン、シュリーアバッハ、ハルテンロートだけとなった。1986年にはギュンテロートとビショッフェンとが新しい牧師区を形成した。ヴォンメルスハウゼンとエントバッハの教会も1969年に新たな牧師区に統合された。これ以後、ハルテンロート教区はハルテンロートとシュリーアバッハの2集落を含むのみとなった。
ヒュルスホーフを除くすべての支部教会組織はかつてそれぞれ固有の教会堂/礼拝堂を有していた。シュリーアバッハとデルンバッハの教会堂は戦争や組織の窮乏により荒廃し、取り壊された後再建されなかった。これに対してヴォンメルスハウゼンには1965年以降2つの教会が存在している。800年以上の歴史を有する旧マリア礼拝堂と、一風変わった卵形の平面を持つ新教会である。ギュンテロートとヴォンメルスハウゼンだけには中世盛期の教会建築がほとんど改築されることなく元の形で遺されている。デルンバッハを含め、他の集落の教会はいずれも19世紀または20世紀の新しい建築である。
ハルテンロートの女性は一貫して古くて風変わりな黒い民族衣装「デル＝ムッチェ＝トラハト」を身につけていたが、20世紀の中頃から見られなくなった。

### 学校制度の歴史
1526年にホムベルク (エフツェ)で開催されたホムベルク教会会議では、ヘッセン方伯領の宗教改革とともに、村の学校の設立も決議された。ヘッセン方伯フィリップ1世は、1537年にすべての村の子供がキリスト教の教義を学ぶように定めた。これに伴って、1574年から共同での堅信礼が義務づけられ、その際に定められた授業を受けることとなった。同じ年に礼拝の祈禱や規則を記した書物『Hessische Agende』（ヘッシシェ・アゲンデ）が出版された。1634年から一般的な授業が行われるようになった。1627年または1629年に定められた教会や学校での教育義務は、領主の命令遵守を強く意識づけるためのものであった（宗教的な学校管理は1918年11月27日に廃止されるまで続いた）。牧師のいる村の授業は、牧師の候補者によって行われた。候補者は、牧師にふさわしい人物であることを、授業で証明する必要があった。ラテン語教育も当時既に行われていた。たとえば、1532年にはアルベルト・フォン・デルンバッハが、1563年にはハルテンロート出身のヨハネスがマールブルク大学に進学している。
ハルテンロートには、1623年に全教区の教師としてヨハネス・シュトラウス（牧師候補者）がいたことが証明されている。1639年にはラインハルト・パウルがこれを引き継いだ。また、通学路が、特に冬期には、遠くて危険であるため、ボッテンホルンとヴォーンメルスハウゼンに別の教師が駐在することとなった。ボッテンホルンにはヤーコプ・パウルが、ヴォンメルスハウゼンにはローレンツ・ホプマンが赴任した。ここでの授業は1665年から1720年まで行われた。18世紀初めからはギュンテロートとエントバッハにも教師がいた。デルンバッハとヒュルスホーフの子供たちはヴォンメルスハウゼンに通学した。1822年から1844年まではデルンバッハにも教師がいたが、その後は1878年に学校が建設されるまではヴォンメルスハウゼンで授業を受けた。何十年にもわたって一緒に授業を受けていたため、ヒュルスホーフ、デルンバッハ、ヴォンメルスハウゼンの3つの地区ではほぼ同じ方言が使われている。
1733年7月28日、ヘッセンの基礎教育の就学年数が8年と定められた。当時、学校の校舎はなかった。授業は教師の家や、あるいは他の家の持ち回りで行われていた。18世紀初め、自治体の学校建設に関する指示が公布された。しかし、この命令が完遂されるのは何年も後であった。
1867年にヒンターラント地方（旧ビーデンコプフ郡）がプロイセンに併合された後、初等教育が特に奨励された。1868年には教育に体育が採り入れられた。ハルテンロートとヴォンメルスハウゼンには、実科学校が創設された。ここでは14歳から17歳の男性が学んだ。1899年にギュンテロートがこれに続いた。また、ボッテンホルンにも同様の学校が設立された。教師は夕方に授業を行った。夏の授業は頻繁に中止された。戸外で働くレンガ積みの徒弟は、建設工事が行われない冬季にだけ授業に出席した。1934年4月1日、郡は村の実科学校を、ビーデンコプフの郡立職業学校に統合した。
1924年/26年の学期からジュターリーン書体が導入されたが、1941年に現在の正書体に再び変更された。1945年3月28日のアメリカ軍入城により、同年9月30日まで授業は中断された。1945年10月1日 8:00の教会の鐘の音とともに授業は再開された。

### 保養・療養産業の発展
ドイツ赤十字看護師会の看護師エルフリーデ・ガイスラーは、療養所「デンノッホ」をエントバッハに建設することにより、この町の療養施設の基礎を築いた。ギーセンでの治療の傍ら、彼女は、整形外科指導医ハンス・シュトルクについて学ぶことができた。彼女はシュトルクの援助を受けて、エントバッハの家にクナイプ式水浴施設を設けた。水浴室が完成する前に、洗濯場でエミリー・シュミット夫人の治療が行われた。治療器具として、全く普通のじょうろが用いられた。
シュトルク教授は1950年から助手のネーベル医師とともに薬剤を用いない物理療法・食事療法による治療をエントバッハで開始した。これが本格的なクナイプ式湯治場の始まりとなった。
1950年、当時の町長テオドール・ベッカーの主導下で、エントバッハにクナイプ式水浴・観光協会が設立された。当時の隣接町村（現在はこの町に合併している）ボッテンホルン、ハルテンロート、ヴォンメルスハウゼンは、こうした開発を、最初は懐疑しながら、後には興味を持って見守った。1953年からは、こうした隣接する町村にも「白い工業」である観光業に携わることを目的とした観光・美化協会が設立された。こうした活動は州政府による積極的な支援を受けた。ハルテンロートは1962年12月4日、ヴォンメルスハウゼンは1962年12月20日、ボッテンホルンは1964年に、それぞれ「Staatlich anerkannter Erholungsort」（州公認保養地）の称号を得た。
エントバッハはこれらとは違う道をとった。エントバッハは一貫して「Kneipp-Kurort」（クナイプ式水浴の湯治場）の称号を目指して努力を行い、早くも1955年にこれを獲得した。1970年にこの称号は「Kneipp-Heilbad」（クナイプ式薬湯）と改められた。
エントバッハでの湯治と、3つの保養地への旅行は1950年代から1960年代初めに発展し、高い評判を得た。かなり多くの古い農作業用建造物が客室に改造され、ペンションに改築された。また、新しいペンションも建設された。たとえば、ヴォンメルスハウゼンだけでものべ宿泊客数は、1960年の 5,300人から、1964年には 13,080人にまで増加した。その後、3つの州認定保養地（ボッテンホルン、ハルテンロート、ヴォンメルスハウゼン）の滞在客数は減少していった。エントバッハは、当初は客数減少を被らなかった。
客数減少の背景には、増加する長距離旅行、増大するゲストの居住性に対する要求（各室にトイレとシャワーが必要など）、魅力に乏しいレクリエーション施設、滞在客の要望に応える柔軟性を欠いたレストラン、低下した家主の投資意欲などが複合的に影響していた。滞在客は、1963年以降、18日以上の休暇を改造された納屋や家畜小屋で過ごすことはしなくなったのである。オーストリアや憧れの地イタリアが誘い、旅行客はそちらに流れていった。集中的な努力にもかかわらず、このトレンドを変えることはできなかった。ヴォンメルスハウゼン地区には現在、2軒のペンションと2軒の貸別荘があるだけである。エントバッハも現在客不足に悩まされている。

#### 「バート」の称号
1973年10月11日にヘッセン州内務省はエントバッハの町（この時点では、エントバッハ、ギュンテロート、ヴォンメルスハウゼンの3地区からなっていた）に「バート」（温泉地）の称号を冠して「バート・エントバッハ」と名乗ることを許可した。1974年7月1日の地域再編によって新たに5つの地区が加わったが、この称号は引き継がれた。

#### 温泉の供給

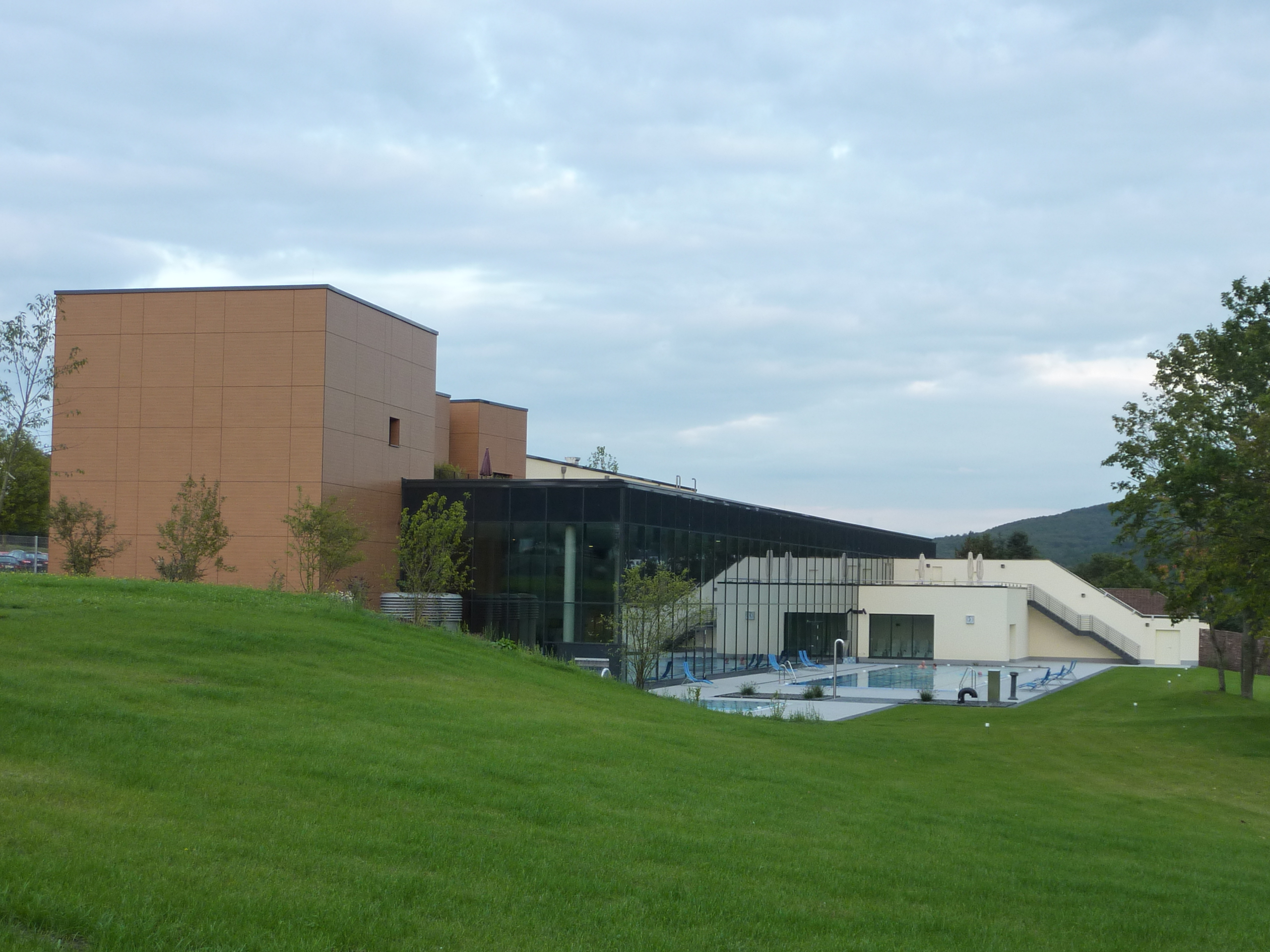
バート・エントバッハのラーン＝ディル＝テルメ（温泉）

モルンスハウゼン・アン・デア・ザルツベーデ（グラーデンバッハ）出身のヨハネス・ベッカーは1890年にザルツベーデ谷のマッペスミューレの北西で 150 m 深さのボーリングを行い、数年後にゲッツェンミューレの北西で再びボーリング調査を行った。どちらのボーリングでも、温泉経営に必要となるナトリウム・塩化物泉を掘り当てた。その拡充に関して何年にもわたる議論が行われたが、1920年代の半ばに結論のでないまま議論は打ち切られた。州指定温泉地バート・ナウハイムが、競合することを察知し、すべての拡張計画を阻止したのである。
1980年代半ばから1990年代の初めに、バート・エントバッハの保養地産業を確立・振興のために温泉のボーリングを実施する具体的な提言がなされた。そのための前提となる地質学調査が行われた。
2001年11月22日からヘッセン州とマールブルク＝ビーデンコプフ郡の支援を受けて、バート・エントバッハの西、ザルツベーデ谷でボーリングが行われ、深さ 942 m から、温度に関しても、内容物（塩分）に関しても期待された通りの成功がもたらされた。良質の温泉が開発されたのである。この塩分の由来が、苦灰統であるのか、第三紀のオーバーラインシステムの岩塩鉱床であるのかは、はっきりと解明されていない。温泉量は期待されたほど多くはなかったが、温泉を満たし、需要に応えるには十分な量であった。さらに余剰分を他の治療目的に使えるほどの量があった。
利用コンセプトに基づき、新しい温泉の建物を建設することが提案され、具体的な計画に発展し、実行された。新しい魅力的な温泉は、2009年10月に完成した。

### 合併、統合
1971年2月1日に、それまで独立した町村であったエントバッハとヴォンメルスハウゼンとが合併して新しい自治体エントバッハが形成された。同年12月31日にハルテンロートとシュリーアバッハが合併して新たな町ハルテンロートとなった。1972年4月1日にギュンテロートがエントバッハ町に加わった。1974年7月1日、地域再編に伴って、バート・エントバッハとハルテンロート、それにボッテンホルン、デルンバッハ、ヒュルスホーフが合併した。

### 人口推移
以下の表に人口推移を示す。1961年までの数値はエントバッハ地区のみのもので、2000年以降の人口は8つの地区からなる現在の自治体バート・エントバッハ全体のものである。
| 時期           | 人口                             |
| -------------- | -------------------------------- |
| 1502年         | 17 人（男性のみ）                |
| 1577年         | 25 軒                            |
| 1630年         | 29 人の臣下                      |
| 1677年         | 6 戸                             |
| 1742年         | 63 戸                            |
| 1830年         | 348 人（プロテスタント住民のみ） |
| 1834年         | 366 人                           |
| 1885年         | 438 人                           |
| 1925年         | 840 人                           |
| 1939年         | 942 人                           |
| 1950年         | 1,248 人                         |
| 1961年         | 1,367 人                         |
| 2000年6月30日  | 8,742 人                         |
| 2001年12月31日 | 8,824 人                         |
| 2002年12月31日 | 8,824 人                         |
| 2003年12月31日 | 8,778 人                         |
| 2004年12月31日 | 8,698 人                         |
| 2005年12月31日 | 8,600 人                         |
| 2006年12月31日 | 8,581 人                         |
| 2007年12月31日 | 8,503 人                         |
| 2008年12月31日 | 8,463 人                         |
| 2009年12月31日 | 8,382 人                         |
| 2010年12月31日 | 8,330 人                         |
| 2018年12月31日 | 7,928 人                         |

## 行政

### 議会
バート・エントバッハの町議会は23議席からなる。

### 首長
ユリアン・シュヴァイツァーは、2017年10月8日にバート・エンドバッハの町長に選出された。2017年9月24日の投票では過半数に達した候補者がいなかった。決選投票では、SPDに属すシュヴァイツァーが 59.5 % の票を獲得してカリーナ・シュレンパー＝ラッツェル（無所属）に勝利した。これにより2005年から町長職にあったマルクス・シェーファー (CDU) は職を解かれた。

### 紋章
バート・エントバッハの紋章の図柄: 緑地に、銀の逆斜め波帯。右上角（向かって左上）から姿を現す金の太陽。斜め帯に沿って斜めに置かれた金のじょうろ。
この紋章は、1956年8月24日に認可された。歴史的な紋章は知られておらず、1955年に新しくデザインされた。この町は重要な鉱泉であり、太陽（新鮮で健康的な空気と太陽）とじょうろ（温泉）で象徴される。斜めの波帯は、町を流れるザルツベーデ川を表している。

### 姉妹都市
- アムブト・モントフォルト（オランダ、リンブルフ州 1988年4月18日

## 文化と見所

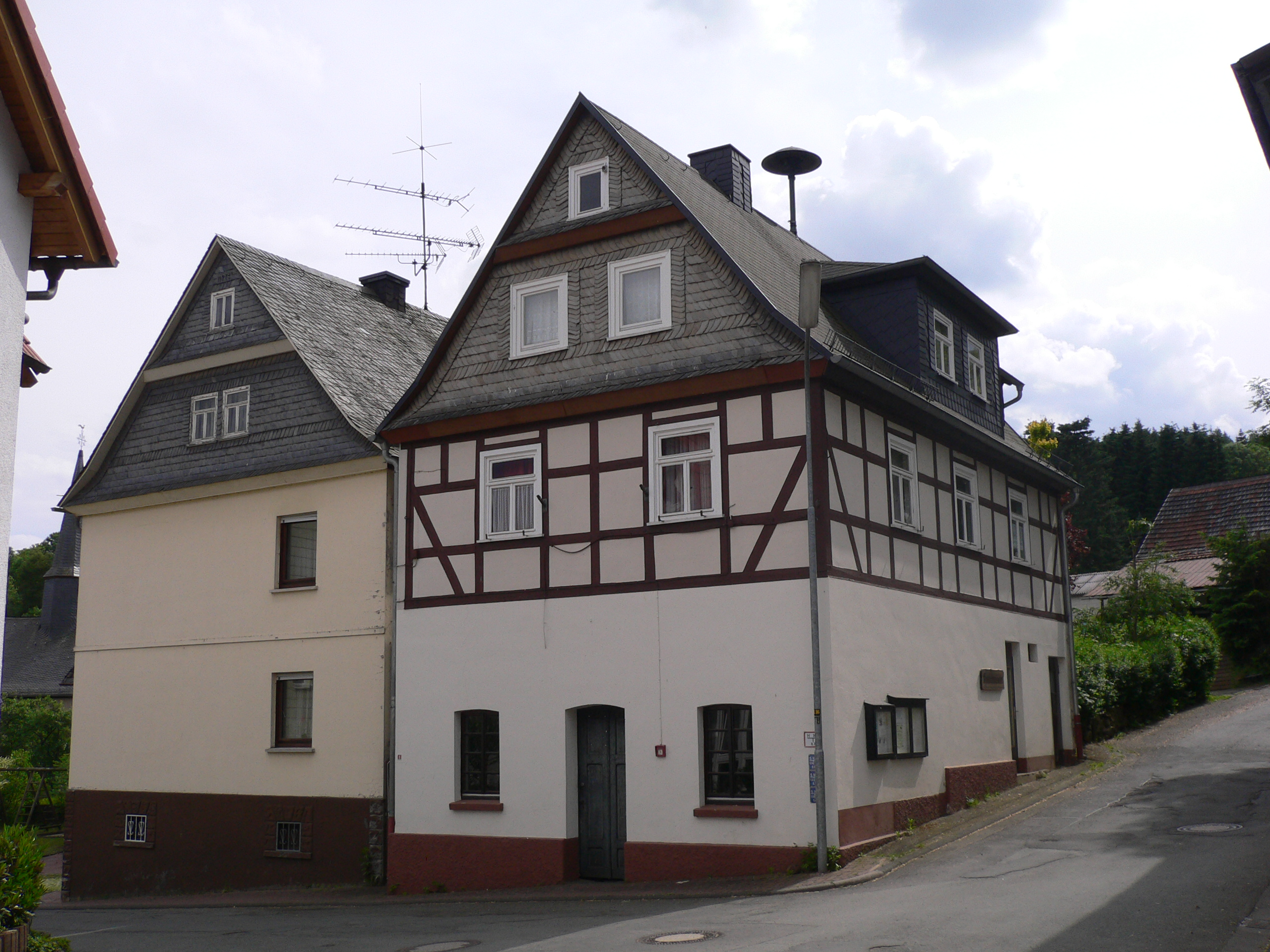
ヴォンメルスハウゼン郷土博物館

### 博物館
- 芸術・文化の家「アルテ・シューレ」: 芸術・文化の家「アルテ・シューレ」（古い学校）は1998年に公式に開館した。この博物館は3つの部門からなっている。クナイプ博物館、入れ替え展示およびイベントのためのスペース、芸術家ブリギッテ・コイシュヴィッツのギャラリーである。
クナイプ博物館は 1階にあり、入場料は不要である。展示は1947年以後の町の歴史に重点を置いている。中心には、1950年代初めから1970年代までの変遷、すなわち "Kuhdorf"（クードルフ、「牛の村」の意味）から "Kurdorf"（クールドルフ、「保養地」の意味）への発展を展示している[12]。
- ヴォンメルスハウゼン郷土博物館: この郷土博物館はヴォンメルスハウゼンの旧役場/パン焼き小屋を転用したものであり、入場料は無料である。農民生活を、台所や居間、寝室を通して垣間見ることができる。絵画室は、古い教会から集められた様々な宗教祭具、この地方の民族衣装を描いた絵画、その他の小さなコレクションが展示されている。また、写真、土地台帳、会計簿などを手がかりに村の歴史が紹介されている。靴屋の工房では、村の手工業が想起させられる。パン焼き小屋では、パン焼き窯の様々な器具の他、農林業用具や独特の器具が展示されている。
- ヴォンメルスハウゼン＝ヒュッテ住民集会所の博物学展示室

### 音楽
数多くの教会合唱団の他に、町内には、音楽協会「ヒンターレンダー・ブラスムジーク」バート・エントバッハ e.V.、合唱団 1875 ハルテンロート e.V.、男声合唱団「アイントラハト」1878 ギュンテロート、男声合唱団 1884 および 混声合唱団ボッテンホルン e.V.、男声合唱団「リーダークランツ」ヴォンメルスハウゼン 1907 e.V.、ユーゲント・ハルモニカ・オーケストラ・ハルテンロート e.V.（ここではハルモニカはアコーディオンを指す）、CVJM ブラスアンサンブル・ヴォンメルスハウゼンがある。

### 建造物

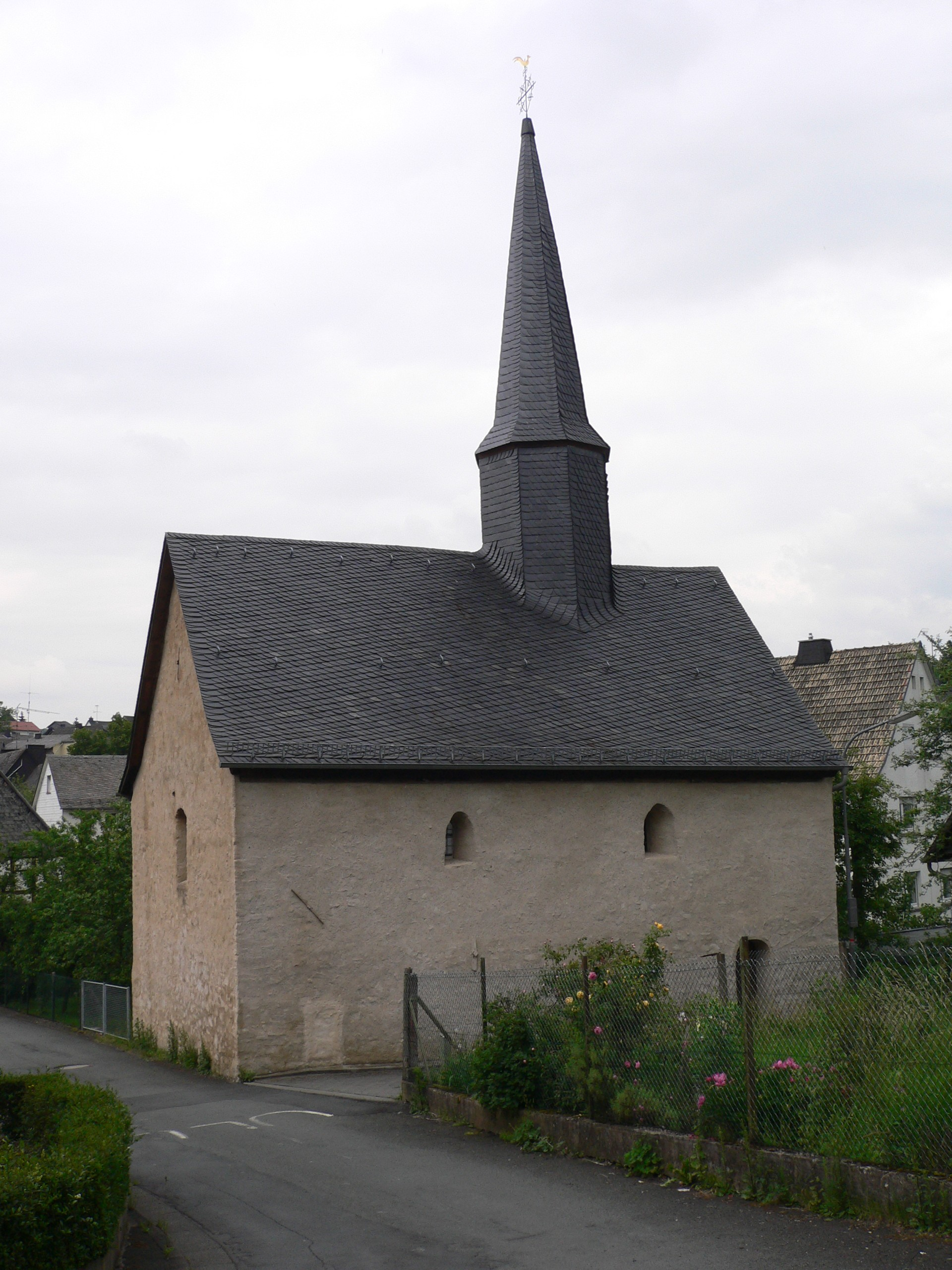
ヴォンメルスハウゼンの旧マリア礼拝堂

#### ヴォンメルスハウゼンのマリア礼拝堂
ヴォンメルスハウゼン地区には、その南東の入口に、建築史上特筆すべき建造物である古いプロテスタント教会（おそらく旧マリア礼拝堂）がある。ロマネスク時代に起源を持つこの礼拝堂は、13世紀に初期ゴシック様式で改築または修復がなされた。この礼拝堂は、それ以後、現在までほとんど改造の手が加えられていない、文化史上重要な建造物である。明らかに改築されている東の破風の木材は、1269年から1274年（伐採年）のものである。この建物はさらに250年から300年古い可能性がある。建築史・考古学的調査、および修復工事により、内部空間の西側から南側の角が、古い先行建築を示唆する古い基礎の上に立っていることが判明した。これは、たとえば石の基礎の上に木造教会が建てられていた可能性を示しており、聖ボニファティウス以前のアイルランド＝スコットランド系宣教師による布教時代の建物であったかもしれない。
発掘され、その存在が証明されている内部に入り込んでいた長方形の内陣を含む礼拝堂の平面は、カロリング朝時代の教会のモデルに従ったものである。それは、11世紀まで遺されていた村の教会がそうであったのと同じ、平らな天井を持つホール建築であった。この建物は、ヴォルムスの石工組合の影響下で建設された可能性があり、規模の違いこそあれ、ヴォルムスのマグヌス教会（聖アンドレアス教会）と多くの類似を示している。この地域にはヴォルムス司教が多くの権利や所領を有していた。さらにヴォンメルスハウゼンの礼拝堂は、1271年に記録されているクロフドルフの聖マルガレーテ教会と、大きさも含めてよく似ている。
この礼拝堂は、がっしりとしたモルタルの基礎の上に建てた硬砂岩の荒石の壁に化粧塗りを施した、おおむね長方形の建物である。角、窓、戸口に削った石はない。南面には創建当時の元来の様子が見られる。高い位置に2つの細く小さい窓があるが、内側は半円アーチであるのに対して外側は簡素な尖頭アーチを示しており、改築時に設けられたと見なされている。西壁にはこれよりやや大きな窓があるが、これは北壁の大変小さな窓と同様、改築時に拡張されたものである。かつての聖職者入口は、南壁の前面にあり、明らかにロマネスク様式を遺している。この入口は一旦壁でふさがれたが、修復時に再び開かれた。現在は礼拝堂への入口になっている。かつて平信徒の入口であった主玄関は北側の、やはり後に拡大された長方形の窓の下にある。礼拝堂の東側に横長の長方形をした内陣がある。ここは18世紀の初めに開かれ、解放部は壁でふさがれた。
本堂内部は、幅約 6.95 m、長さ 10.15 m で、壁の厚さは約 1.20 m である。建築の基本計画は、1フィート平均 33 cm で設計されている。すべての計画は7という数字に関わる独自の象徴性を示している。内部は、平天井のホール建築であり、最初期の2階席が総合的な改築がなされたことを示している。この礼拝堂は、鐘楼として屋根の上の小塔を有している。この地域の他の教会のような内陣塔は有していない。この点では、この礼拝堂の建築様式は、この周辺ではユニークなものである。
この礼拝堂は奇跡を起こす泉の上に建てられたという伝説がある。村の一番深い位置にあるその立地がその証とされた。この建物はマリア礼拝堂として宗教改革前には巡礼教会ともなっていた。
1965年に新しい教会が完成した後、この民間団体が所有していた建築は、修復しないという条件付きで個人の所有に売却された。この建物は老朽化が進行し、取り壊しの危機が迫っていた。郡は何度も建物を保護する措置の代執行を行った。ヘッセン州文化財保護局は、1988年に「傑出した文化財」の収用を勧告した。長い議論の末、郡は1994年10月にこの建物を受領し、建築史上の調査が行われ、包括的な修復がなされた。2000年5月7日に「旧礼拝堂」は式典とともに再び公開された。これ以来、マールブルク＝ビーデンコプフ郡は「旧礼拝堂」の管理者であり、教会組織はこの建物の、特に教会の祭事への運用と利用を担っている。

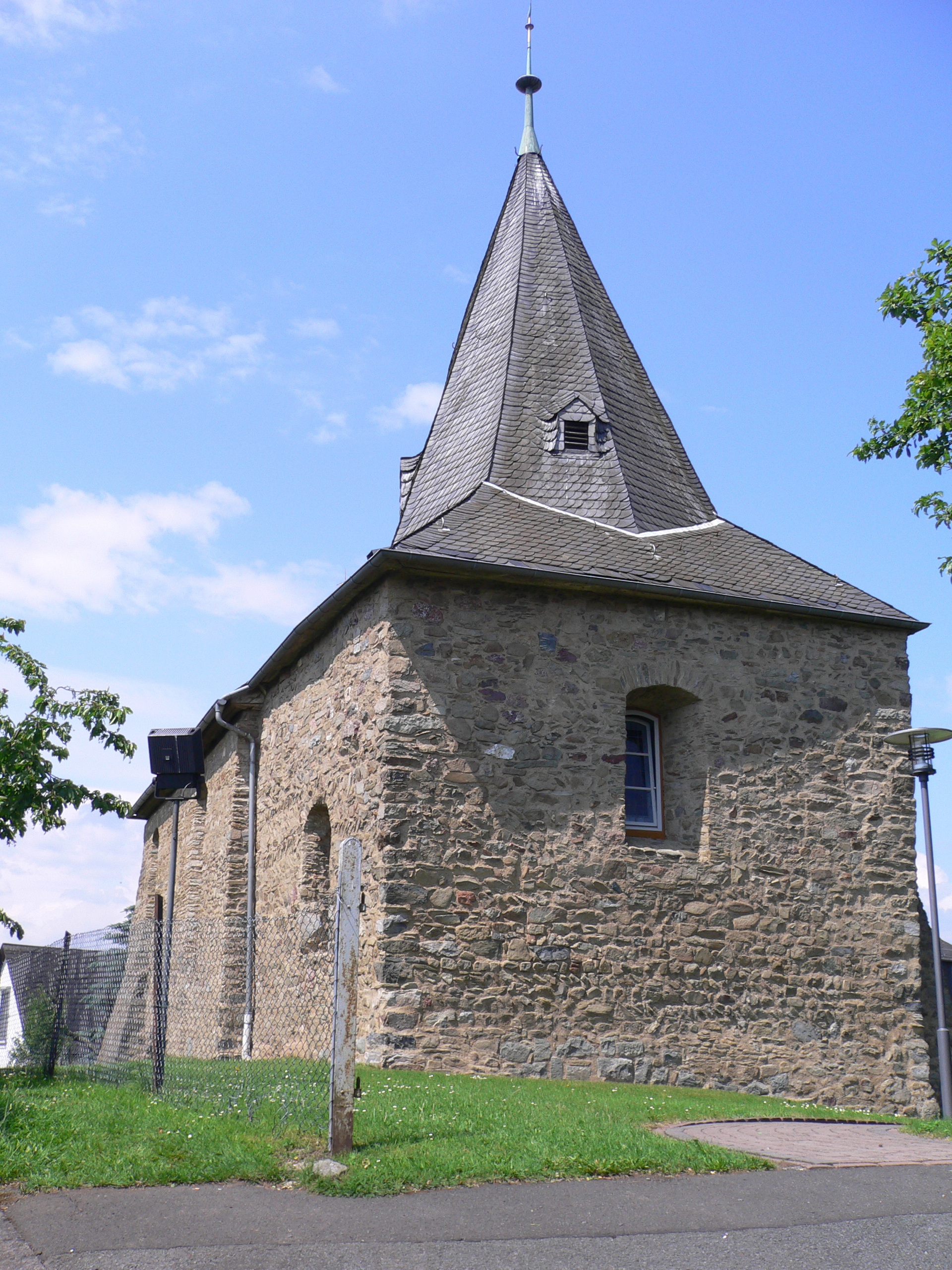
ギュンテロートのプロテスタント教会

#### ギュンテロートのプロテスタント教会、旧聖ペーター教会
この建物は、同じ高さの教区ホールを持つ、内陣塔教会である。最も古い部分である内陣塔は、多くの点が12世紀から13世紀に建設された事を示している。内陣塔教会は、中世にラーン＝ディル地域で有力だった建築様式である。内陣塔の地階は祭壇室で、低い尖塔型の屋根の中には、それぞれ1452年と1453年に製造された2つの鐘が収められている。シュードマンサード屋根を持つ中世の教会堂は何度も増改築が行われた。建造物全体は、不定期な切石（硬砂岩）で造られている。1662年に説教壇が造られ、2階席は1664年、1680年、1731年、1804年から1809年に取り付けられ、拡張され、1954年から56年に改築された。文化史上重要な胸壁の壁画は1809年に制作された。

#### 高架橋とトンネル
アール＝ザルツベーデ鉄道は、ヴォンメルスハウゼン＝ヒュッテ、エントバッハ、ハルテンロート近郊で3つの高架橋を渡り、ハルテンロートとアイゼムロートとの間でトンネルを通っていた。エントバッハ近郊のいわゆるザルツベーデ高架橋（里程 16.9 km）は、9つのアーチを持つ、長さ 165 m、高さ 15 m である。この高架橋は現在、バート・エントバッハの象徴的建造物であり、夜はライトアップされる。同種の建造物としては、ハルテンロート近郊のシュリーアバッハ谷に架かる長さ約 150 m、高さ 13 m の高架橋（里程 20.1 km）があり、やはり9つのアーチからなる。ヴォンメルスハウゼン＝ヒュッテの高架橋（里程 16.5 km）は長さ約 25 m、高さ 11 m で、3つのアーチからなる。ハルテンロートとアイゼムロートとの間（里程 21.6 km から 22.3 km）、ザルツベーデ川/アール川、すなわちラーン川/ディル川の分水界の下を通る大きく曲がったトンネルは長さ約 700 m である。

### 公園
- クナイプ＝クールパーク: バート・エントバッハのクナイプ＝クールパークは、西の健康センターからグルントヴェクおよびザルツベーデ川沿いに東のビュルガーハウス（公民館）にまで伸びている。ここには、池、長さ 550 m 裸足の径、近代的なクナイプ式水浴場、クロイターガルテン（キャベツの庭）、ローラースケートコース、遊戯広場がある。
- クールパーク・ヒンターミューレ: ダルムバッハ谷の森の縁にクールパーク・ヒンターミューレがあり、澄んだ水の効果を試すもう1つのクナイプ式水浴施設がある。

### 自然文化財

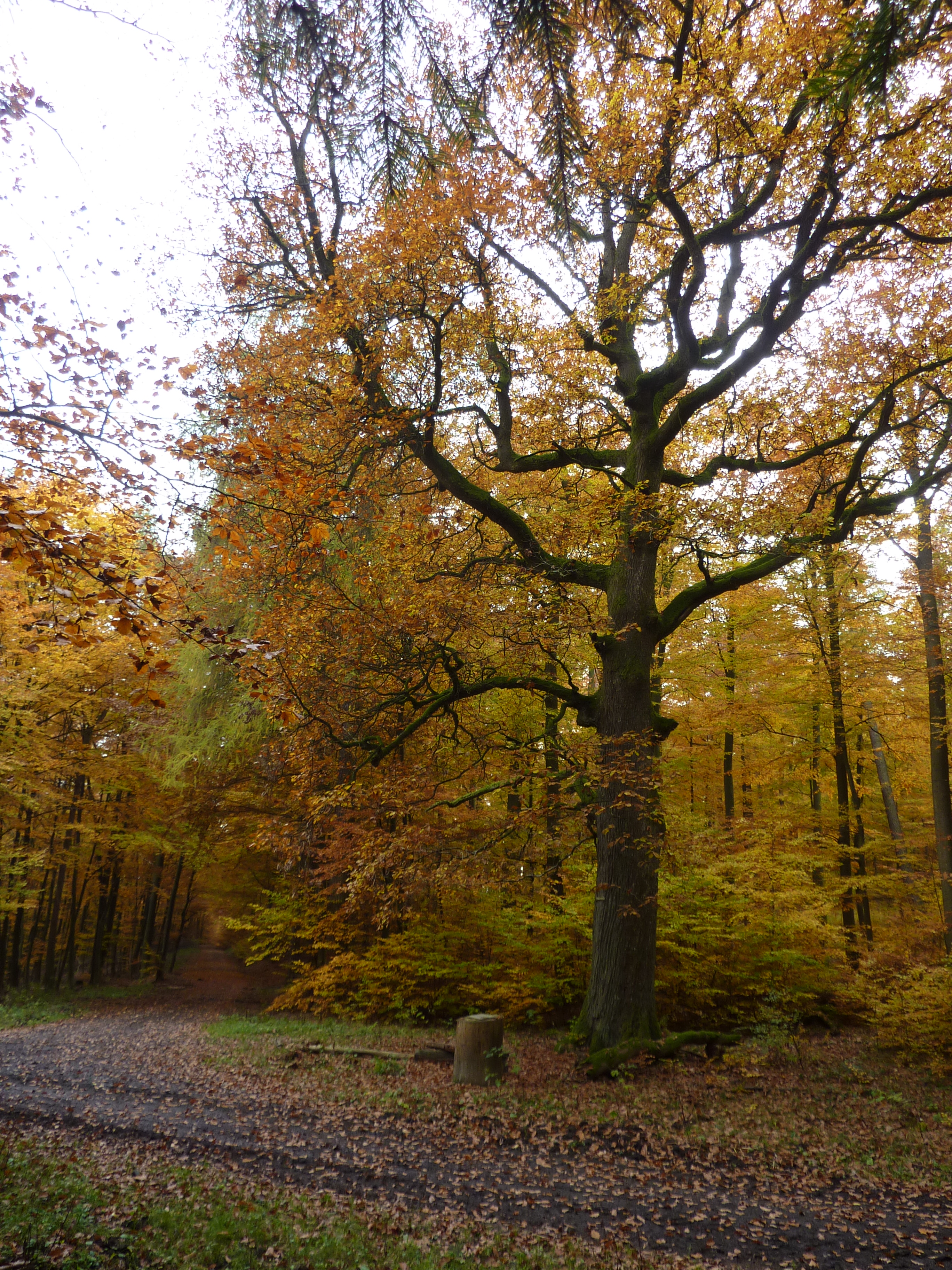
ホイル＝アイヒェ

- ホイル＝アイヒェ: 自然環境地域ツォルブーヒェの高さ 425 m の谷間、ヒンターラント地方とギーセンとを結んでいた古い街道沿いに樹齢 450 年から 500 年のオークが立っている。この木は、高さ 25 m で、樹冠の直径は約 24 m ある。幹周りは、4.25 m（高さ 1 m の位置で測定）である。この木が立っている場所は、バート・エントバッハ（ヴォンメルスハウゼン）の町境から、わずかに 10 m 離れたグラーデンバッハ町内（ヴァイデンハウゼン地区）で、かつては町境の木として指定されていた。ここは、古くからアール＝ザルツベーデ鉄道が建設されるまでは、行商人、出稼ぎ労働者や召集された兵士らが、親類や友人達と涙ながらの別れをした場所であった。このため、この木は「Heul-Eiche（ホイル＝アイヒェ）」（Heulen = 大声で泣く、Eiche = オーク）と名付けられた[17]。
 このオークの木は、1866年までヘッセン＝ダルムシュタット領のヒンターラントと領邦南部や首都のダルムシュタットとを最短経路で結ぶ重要な街道（ヴェストファーレンヴェク）に立っている。この古い街道は、その多くの部分が現在の州道 L3047号線（ツォルブーヒェ - ギーセン）となっている。
 第一次世界大戦や第二次世界大戦の時代には、この木は再び別れの木となった。今度は逆方向へ旅立つ人を送った。ビショッフェン＝オーバーヴァイトバッハで招集された兵士にとって、ヴォンメルスハウゼン＝ヒュッテの駅が最寄り駅だったのである。
- ディッケ・アイヒェ: ヴォンメルスハウゼンの新興住宅地「アム・ゲヴェン」のヴァイデンホイザー・ヴェク沿い、スポーツ広場への入口の向かい、州道とのジャンクションに面してもう1つの有名なオークの木がある。樹冠は楕円で、径は 20 / 16 m、幹周りは約 5 m（高さ 1 m の位置で測定）である。樹齢は 500 年から 550 年と推定されている。
- ヘルマン＝レンス＝ブーヒェ: シュリーアバッハとボッテンホルンとの間にあるヘルマン＝レンス＝ブーヒェ（ブナの木）は、1953年8月2日に祝典がなされた[18]。しかし現在では標識はほとんどなく、枝が垂れ下がっているため、木の下に滞在することは禁止されている。
- カイザーリンデ: ヴォンメルスハウゼン南の州道沿い、旧打穀広場の墓地の向かいに、3皇帝の年と呼ばれる1888年に植えられたカイザーリンデ（皇帝のボダイジュ）がある。

- ディッケ・アイヒェ
- ヘルマン＝レンス＝ブーヒェ
- カイザーリンデ

### スポーツ

#### ハイキング
バート・エントバッハ周辺の、丘陵に富み、森に覆われた地形はハイキングに最適である。プレジカートヴァンダーヴェク（特に優れた遊歩道に与えられる称号）のフィールテラーヴェクの他、24本の遊歩道が存在する。さらに6本のノルディックウォーキング・コースや自転車道が通っている。
いくつかの高い場所からは優れた眺望が得られる。たとえば、デュンスベルク (15 km)、マールブルク (20 km)、フラウエンベルク城趾 (21 km) などが見られ、晴れた日にはヴェスターヴァルトのフックスカウテ (29 km)、クニュル山地のクニュルケプフヒェン (68 km)、フォーゲルスベルク山地のホーエローツコプフ (60 km)、タウヌス山地のフェルトベルク (64 km)、ヴィースバーデン近郊のホーエ・ヴルツェル (83 km)、エーダーコプフ (26 km)、ビーデンコプフ近郊のザックプファイフェ (18.5 km)、ヴィンターベルク近郊のカーラー・アステンなどを望むことができる。さらに特に視界の良い日には、レーン山地のヴァッサークッペ (100 km) まで遠望できることもできる。
展望台は、エントバッヒャー・プラッテ（森のレストランは 2006年に閉店した）、ギュンテロート近郊シェーンシャイト、ヴォンメルスハウゼンとエントバッハの間のヴァーデ、デルンバッハ近郊のグユーネ・シュタイン（オミッセベルク）などにある。また、ヴォンメルスハウゼンとヒュスホーフ/デルンバッハとの間の高地には、たとえばヴォンメルスハウゼンの北にある山小屋「アム・シュタイン」やボッテンホルンの東 1 km のシャイト (538.7 m) といった展望台がある。

#### ウィンタースポーツ
ヒュルスホーフやボッテンホルンに近いボッテンホルン高原には、冬には長距離スキー競技用のロイペ（スキー長距離競技コースに予めつけられたシュプール）が刻まれる。ハルテンロートには、滑降コースやスキーリフトを備えたウィンタースポーツ地区がある。このゲレンデは夏にはグラススキー場として利用されている。

## 経済と社会資本
バート・エントバッハは、現在、主に保養産業と観光業で成り立っている。この町には大企業や大きな工場はない。

### 保養産業と観光業
クナイプ式水浴は、以下の病気に適用を持つ。
- 心臓、血管、循環器病
- 姿勢や運動を司る器官の疾病
- 消化器官の病気
- 神経系疾患

バート・エントバッハでは特に偏頭痛や慢性頭痛の緩和効果があり、この効能は現在ドイツで唯一のものである。保養産業は、合わせて約 550床、14人の医師が携わっている。2007年には 6万人以上が療養やハイキングのために滞在している。バート・エントバッハは現在、偏頭痛治療と循環器疾患の療養およびアフターケアに特化している。

### 健康センター/ラーン＝ディル＝ベルクラント＝テルメ
バート・エントバッハ健康センターは1976年にオープンし、2009年秋まで、運動浴場（4つのプール、サウナ、5つの日光浴室、ミニゴルフ場）、治療センター（理学療法、マッサージ、作業療法）、フィットネス＝ウェルネス・スタジオ「マイネ・インゼル」、カフェテリアからなっていた。
2008年5月から、健康センターの近くにラーン＝ディル＝ベルクラント＝テルメが新設され、2009年10月から営業を開始した。古いセンターは取り壊され、これにより空き地となったスペースは公園として利用され、緑地に取り込まれた。

### 交通

#### 道路
ビーデンコプフからグラーデンバッハ、ヴァイデンハウゼンを経由してツォルブーヒェに至る最も古い舗装道路が1817年から1825年にかけて建設された。ツォルブーヒェから、古いヴェストファーレンヴェクはギーセン方面に向かって近代的な道路に改装された。この道路はナポレオンの時代（1796年から1813年）には既に一部で舗装がなされていた。
町域を通る最も重要な古い街道は、マールブルク、グラーデンバッハとヘルボルン/ディレンブルク方面とを結ぶオーバーゲリヒツヴェクであった。この街道はボーテンヴェクあるいはアムツヴェクとも呼ばれ、谷間を通る道として、中世盛期から1865年まで使われていた。デルンバッハのヴォンメルスハウゼン＝ヒュッテの上流に、1852年にショーフポンツ橋が架けられ、オーバーゲリヒツヴェクのコースが変更された。この街道はグラーデンバッハ（ブランケンシュタイン城）から来て、ヴァイデンハウゼンの北、ヒュッテ、エントバッハを通り、ハルテンロートからアイゼムロート方面へ抜ける。
ヴァイデンハウゼンからハルテンロートに至る現在の郡道は1860年以後に造られたものである。1878年から1880年までに新しい街道であるボッテンホルン - シュタインペルフ線が開通した。1906年/07年からエントバッハとギュンテロートの間の道路ができた。1912年から1913年にはヒュッテからヴォンメルスハウゼンを経由してボッテンホルン、さらにデルンバッハに至る道路が建設された。プロイセン政府は1923年から1925年まで、失業者のための対策事業としてギュンテロート - ビショッフェン間の道路建設を行った。古いマールブルク - ヘルボーナー - アムツシュトラーセのコース上での、ハルテンロートからアイゼムロートへの郡道（L3050号線）の拡張も失業者対策事業として行われたものである。
これらの街道は、町内の道も同じく、砂利道であった。これらは1950年代までそのままであった。ヴァイデンハウゼンからハルテンロートを経てディル郡に入る道路だけは第二次世界大戦前にタール舗装されていた。砂利道を覆う砂として、輝緑岩や緑岩の石切場地表層の砂が使われた。この砂は、水を撒くと極めて強固になるため、道路表層の目的に適していた。集落間を結ぶ下位の道や耕地整理前の野道は、そのほぼすべてが現在の状態に比べて、ひどい状態にあった。
町は、「ヴィンツィナールヴェク」（かつては郡道や州道がこう呼ばれていた）沿いに、政府の命令に従って果樹（リンゴ、セイヨウナシ、サクランボの木）を植えなければならなかった。果実は、秋に競りにかけられた。これらの木は、道路拡張の犠牲になったり、多くの交通事故死の原因と見なされ、徐々に伐採された。ヴォンメルスハウゼンの高台の、デルンバッハやボッテンホルンへの道路沿いには多くのサクランボの木があり、規定通りのサクランボの木の並木道となっている。
1952年から1956年に、ラーヒェルスハウゼン、「ラントラーツクロイツ」、ボッテンホルンまでを結ぶ、長く待ち望まれていた道路が建設された。1961年/62年には、「ラントラーツクロイツ」からデルンバッハを経由してヴォンメルスハウゼンに至る道路のルート改善が決定された。現在、郡道としてバート・エントバッハを抜けて東から西にザルツベーデ谷を通る L3050号線はこの町の幹線道路となっている。この道路は、ヴァイデンハウゼンの連邦道 B255号線へのジャンクションを介して広域交通網と接続している。ヴァイデンハウゼンからヴォンメルスハウゼン＝ヒュッテへの区間は、1968年から69年に大規模な改修を受け、これによってヴォンメルスハウゼン＝ヒュッテの交通量が緩和されている。
ヒュッテ地区で、L3049号線がL3050号線から分岐し、北に位置するボッテンホルン、ヒュルスホーフ、ヴォンメルスハウゼン地区を結んでいる。デルンバッハは、L3049号線からラントラーツクロイツへの脇道沿いに位置する。

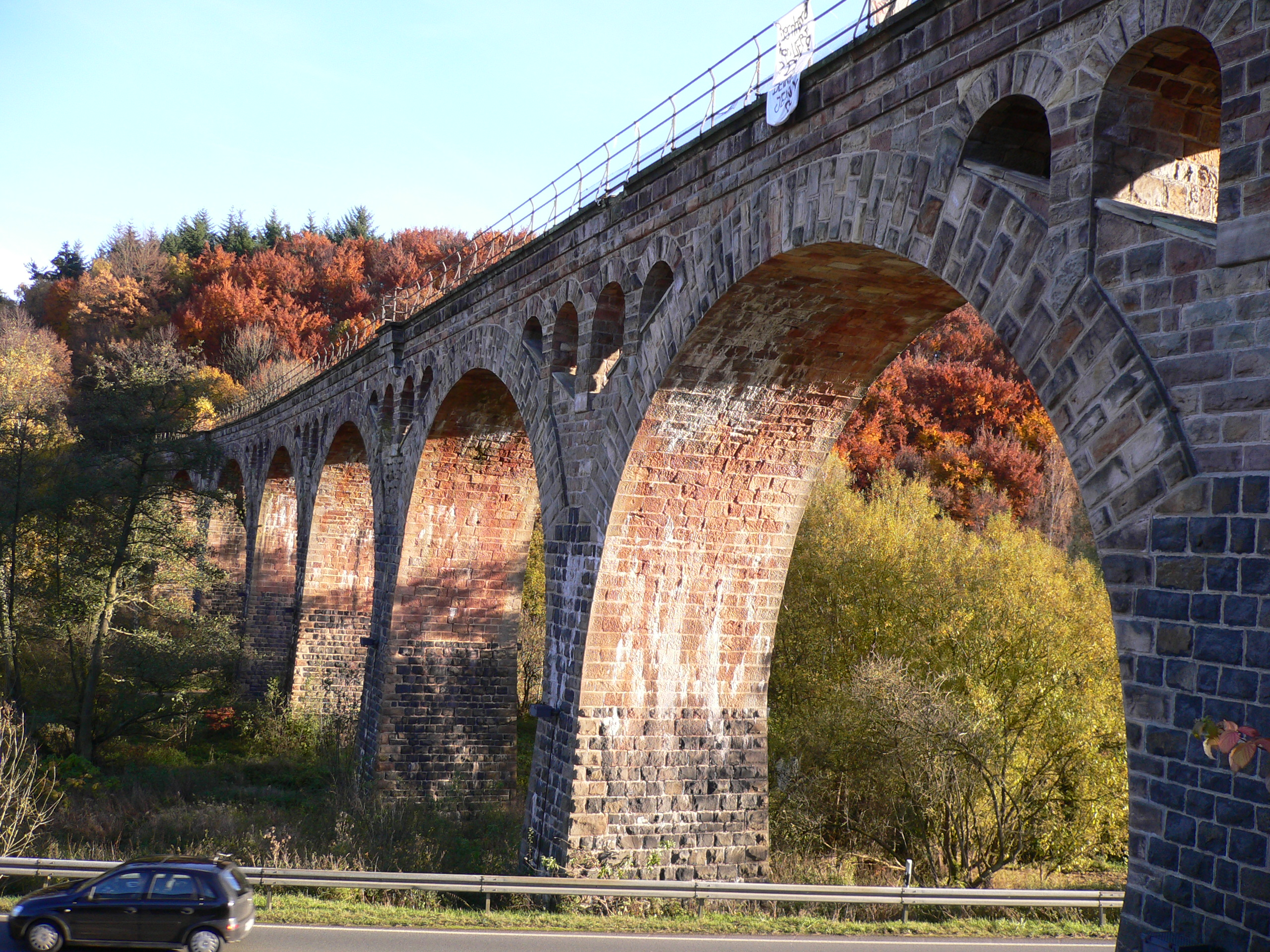
エントバッハ近郊の高架橋

#### 鉄道
ベルギッシュ＝メルキッシェ鉄道会社は、早くも1850年に、アルテンフンデムからラースフェやボッテンホルンを経由してギーセンへ至る鉄道路線を建設する予定であった。この計画は、ボッテンホルンの村長やその行政当局の強い抵抗によって頓挫した。
アール＝ザルツベーデ鉄道が建設されるまで最寄り駅はフロンハウゼン・アン・デア・ラーンとディレンブルクにあった。1890年から新たな鉄道路線の建設が行われ、1894年5月12日に最初の区間であるニーダーヴァルゲルン - ヴァイデイデンハウゼン間が開通した。この路線は1898年から1902年までにヘルボルンまで延長された。ヴォンメルスハウゼンからアイゼムロートまでの間は、ヴォンメルスハウゼン＝ヒュッテ、エントバッハ、ハルテンロートの3つの高架橋とハルテンロート - アイゼムロート間の長さ 700 m のトンネルが設けられた、大変に経費のかさむ区間であった。
1899年7月24日にエントバッハ近郊のザルツベーデ高架橋の定礎がなされた。「掘削作業はほとんどポーランド人労働者ばかりで、レンガ積みやその他の仕事はほとんどイタリア人ばかりである。労働者が話す言葉は異なる言語であったにもかかわらず、仕事はこれまで一体感を持って、混乱なく行われている。」 この高架橋は9つのアーチを持ち、長さ 175 m、高さ 18 m である。このカーブを描く建造物は、鉄道監査官のヘンツェンとピーティヒによって計画された。この高架橋は、現在、バート・エントバッハの象徴的建造物である。同様の建造物としては、ハルテンロート近郊のシュリーアバッハ谷に長さ約 155 m の堂々たる高架橋がある。さらに長さ約 25 m の高架橋がヴォンメルスハウゼン＝ヒュッテ近郊に建設された。また、ハルテンロートとアイゼムロートとの間の、ザルツベーデ川/アール川分水界、すなわちラーン川/ディル川分水界の下に長さ 700 m のトンネルが掘られた。
ヴァイデンハウゼン - ハルテンロート間は1901年7月15日に開通した。1902年8月1日に、ニーダーヴァルゲルンからヘルボルンへの最初の列車が運行され、これによりヒンターラント地方はラーンタール鉄道やディル線を介して広域鉄道網に接続した。

#### 航空
町内には、ボッテンホルンに、長さ 525 m の草地の滑走路を持つ飛行場がある。これはゾンダーランデプラッツ（直訳すると「特殊地方飛行場」）で、ICAO空港コードは「EDGT」である。ボッテンホルン航空スポーツ協会がこれを運営している。
- ハルテンロートの高架橋
- ヴォンメルスハウゼン＝ヒュッテの高架橋

### 教育
基礎課程学校は、バート・エントバッハ（ベルクラントシューレ）とボッテンホルン（グルントシューレ・アム・リンデバウム）にある。ミッテルプンクトシューレ・ハルテンロートは基礎課程学校、本課程学校、実科学校からなり、オリエンテーション段階を含む。
5つの大きな集落、すなわちバート・エントバッハ、ボッテンホルン、ギュンテロート、ハルテンロート、ヴォンメルスハウゼンには幼稚園がある。

## 引用文献
- 町の記念刊行物
  - Alfred Bastian: Auf Spurensuche in der Geschichte von Günterod. Hrsg. Festausschuß „700 Jahre Günterod“, 1998.
  - Heimatfest 675 Jahre Schlierbach 1318–1983. Hrsg. Festausschuß 675 Jahre Schlierbach GBR, Bad Endbach 1983
  - Horst W. Müller: Wommelshausen 1336–1986 Ein Dorfbuch. Hrsg. Heimat- und Verschönerungsverein Wommelshausen e. V. Bad Endbach, 2. Auflage, Marburg 1995.
  - Karl Heinrich Staus und Hannelore Kautzsch: Bottenhorn 1253–2003. Hrsg. Verein zur Förderung gemeinnütziger Aufgaben Bottenhorn e. V. 2003.
  - Walter Zimmermann: 700 Jahre Hülshof. Festvortrag am 7. Juli 1984, veröffentl. im Gemeindeblatt der Gemeinde Bad Endbach Nr. 30, pp. 2 - 4, Bad Endbach 1984
  - 675 Jahre Wommelshausen 1336 - 2011, Geschichtlicher Überblick und Lebensbilder aus der Mitte des vorigen Jahrhunderts, Hrsg. Dorfgemeinschaft Wommelshausen e.V., Arbeitsgruppe "Chronik", L&W Druck Bad Endbach 2011
  - Hartenrod, Im Wandel der Zeit 1311 - 2011, Hrsg. Festausschuss 700 Jahre Hartenrod, L&W Druck Bad Endbach 2011
  - Ulrich Stork; 750 Jahre Bad Endbach, Vom kleinen Dörfchen zum angesehenen Kurort, Hrsg. Förderverein Bad Endbach e.V., L&W Druck Bad Endbach 2011
  - Horst W. Müller: 675 Jahre Wommelshausen, Hinterländer Geschichtsblätter, Biedenkopf, Nr.3, September 2011, pp. 145 - 150
- 町の歴史
  - Karl Huth: Endbach. Kneipp-Kurort für Venen und Gelenke. Wetzlarer Verlags-Druckerei, Wetzlar 1963.
  - Karl Huth, Gemeindevorstand der Gemeinde Hartenrod (Hrsg.): Hartenrod in Geschichte und Gegenwart. 1974.
  - Karl Huth, Gemeindevorstand der Gemeinde Bad Endbach (Hrsg.): Die Gemeinde Bad Endbach und ihre 8 Ortsteile im Wandel der Jahrhunderte. 1985.
  - Gerald Bamberger: „Laß doch die Kirche im Dorf“. Die Geschichte der Kirchen und Kapellen in der alten Pfarrei Hartenrod, Hrsg. von der Ev. Kirchengemeinde Bad Endbach, Bottenhorn mit Dernbach und Hülshof, Günterod, Hartenrod mit Schlierbach sowie Wommelshausen, Bad Endbach 1997.
  - Theodor Becker: Bad Endbach in alten Ansichten. Zaltbommel / Niederlande 1979.
  - Förderkreis Alte Kirchen: Verlassene Kirche Wommelshausen, Hrsg. vom Förderkreis Alte Kirchen, Marburg 1985.
  - Hans Griesing: 125 Jahre Evangelische Kirche Hartenrod: 1858–1983. Festschrift zur Jubiläumswoche vom 3.–11. September 1983, Hrsg. vom Kirchenvorstand der Evangelischen Kirchengemeinde Hartenrod, Hartenrod 1983.
  - Hildemarie Grünewald: Evangelische Kirche Wommelshausen, Festschrift zur Einweihung am 29. August 1965, Hrsg. Pfr. D. Grünewald u. Dr. H. Grünewald, Weidenau (Sieg) 1965.
  - Horst W. Müller: 50 Jahre Heimat- und Verschönerungsverein Wommelshausen e. V., Wommelshausen als Fremdenverkehrsort, Hrsg. Heimat- und Verschönerungsverein Wommelshausen, Wommelshausen 2003.
  - Horst W. Müller: Evangelische Kirche Wommelshausen, Baubeschreibung und Geschichte der Neuen Kirche, Hrsg. Kirchenvorstand der Kirchengemeinde Wommelshausen, Wommelshausen 2008.
- 町の広がりに関する出典
  - „Hinterländer Geschichtsblätter“, versch. Jahrgänge, Hrsg. Hinterländer Geschichtsverein e. V., Biedenkopf.
  - Elsa Blöcher: Das Hinterland, Ein Heimatbuch. Stephani, Biedenkopf 1953, überarbeitete und ergänzte Neuauflage 1981, DNB 820377600.
  - Dieter Blume und Jürgen Runzheimer: Gladenbach und Schloß Blankenstein, Hrsg. Kur- und Verkehrsgesellschaft Gladenbach mbH, Dr. W. Hitzeroth Verlag, Marburg 1987
  - Hans Friebertshäuser: Die Frauentracht des alten Amtes Blankenstein, Beiträge zur Volkskunde Hessens, Band 5, N.G. Elwert Verlag, Marburg 1966.
  - Ute Gerst und Brigitte Bieber-Burk: 700 Jahre Bischoffen 1299–1999, Hrsg. Festausschuß „700 Jahre Bischoffen“, 1999.
  - Hans Werner Koob und Margot Lipp: Weidbach 1200 Jahre 802–2002, Hrsg. Interessengemeinschaft Weidbacher Vereine e. V., Marburg 2002.
  - Ulrich Lennarz: Die Territorialgeschichte des hessischen Hinterlandes, Hrsg. Hessisches Landesamt für geschichtliche Landeskunde in Verbindung mit dem Hinterländer Geschichtsverein, Marburg 1973.
  - Ulrich Reuling: Historisches Ortslexikon Biedenkopf, Ehem. Landkreis, Heft 4, Hrsg. Hessisches Landesamt für geschichtliche Landeskunde, Marburg 1986.
  - Dieter Stoppel: Auf Erzsuche, Zur Geschichte des Silber-, Kupfer- und Schewerspatbergbaues im Raum Biedenkopf-Dillenburg, D. Bode Verlag, Haltern 1988, ISBN 3-925094-19-9

これらの文献は、翻訳元であるドイツ語版の参考文献として挙げられていたものであり、日本語版作成に際し直接参照してはおりません。

## 引用
1. ↑  Hessisches Statistisches Landesamt: Bevölkerung in Hessen am 31.12.2023 (Landkreise, kreisfreie Städte und Gemeinden, Einwohnerzahlen auf Grundlage des Zensus 2011)]
2. ↑  E. Klippstein: Mineralogische Briefe. Gießen 1781, p. 57
3. ↑  Horst W. Müller, Die mittelhessischen Landheegen, Hinterländer Geschichtsblätter, 89. Jahrgang, Nr. 4. Dezember 2010, Biedenkopf
4. ↑  Horst W. Müller: Dernbach und die ‚von Dernbach‘, Hinterländer Geschichtsblätter, Biedenkopf, Nr. 3, Oktober 2005, Nr. 4, Dezember 2005, Nr. 1, März 2006 und Nr. 2, Juni 2006
5. ↑  www.schlierbach-on.de
6. ↑  Horst W. Müller: Wommelshausen – ein Dorfbuch, Hrsg. Heimat- u. Verschönerungsverein Wommelshausen e.V., Marburg 1995, pp. 5-8, Auszug aus Bioklimatisches Gutachten des Deutschen Wetterdienst 1962
7. ↑  Norbert Gebauer: Das Fragment einer Doppelaxt der norddeutschen Trichterbecherkultur bei Bad Endbach-Wommelshausen. Hinterländer Geschichtsblätter Nr. 1, März 1991, pp. 58 - 59, Geschichtsbeilage des Hinterländer Anzeigers
8. ↑  1502–1961: Landesgeschichtliches Informationssystem Hessen; 2000–2005: Hessisches Statistisches Landesamt（年ごとにデータ表をダウンロード。リンク先はそのダウンロードページ。2012年6月9日 閲覧）
9. ↑  2016年3月6日の町議会議員選挙結果（2020年5月14日 閲覧）
10. ↑  “Bürgermeisterwahl in Bad Endbach am 08.10.2017”. 2020年5月14日閲覧。
11. ↑  Heraldry of the World: Bad Endbach（2012年6月9日）
12. ↑  Kunst- und Kulturhaus "Alte Schule"（2012年6月9日 閲覧）
13. 1 2  Georg Dehio: Handbuch der Deutschen Kunstdenkmäler, Hessen I, S. 986, Deutscher Kunstverlag, München Berlin 2008, ISBN 978-3-422-03092-3
14. ↑  Freies Institut für Bauforschung und Dokumentation, „Bauhistorischer Untersuchungsbericht – Wommelshausen, Alte Kirche“, Marburg, Juni 1995 und „Archäologische Bodenuntersuchung – Wommelshausen, Alte Kirche“, Marburg, August 1997（未公刊）
15. ↑  Hinterländer Anzeiger 2000年5月8日版および2002年1月18日版
16. ↑  コールバッハおよびマールブルク周辺の廃止鉄道路線: Niederwalgern – Herborn (Aar-Salzböde-Bahn) Archived 2010年6月5日, at the Wayback Machine.
17. ↑  Horst W. Müller: Heul-Eiche und Dicke Eiche, Hinterländer Geschichtsblätter Nr. 3, Oktober 2002, Biedenkopf
18. ↑  合唱団 1875 ハルテンロート e.V. の歴史（2012年6月12日 閲覧）
19. ↑  Randolf Fügen: Highlights in Mittelhessen. 1. Auflage. Wartenberg Verlag, Gudersberg-Gleichen 2003, ISBN 3-8313-1044-0, p. 53.
20. ↑  Gutes Jahr für heimischen Tourismus. In: Oberhessische Presse, 2. April 2008
21. ↑  Grundsteinlegungsurkunde, 24. Juli 1899, zitiert nach: 100 Jahre Eisenbahnviadukt Bad Endbach, Faltblatt der Gemeinde Bad Endbach, 1999